# タイガーマスクW
『タイガーマスクW』（タイガーマスクダブル）は、2016年10月2日（1日深夜） から2017年7月2日（1日深夜）までテレビ朝日ほか（詳細は後述）で、日曜 2:30 - 3:00（土曜深夜）に放送された東映アニメーション（東映動画から社名変更）が制作するテレビアニメ。全38話。
キャッチコピーは、「最強の虎は 俺かお前か」。

## 概要
本作は、梶原一騎原作・辻なおき作画によるプロレス漫画『タイガーマスク』を原典として1969年 - 1971年（昭和44年 - 昭和46年）に制作・放送された連続テレビアニメ『タイガーマスク』（以下「第1作目」）の続編として制作されている。タイガーマスクシリーズ初のハイビジョン制作かつデジタル彩色アニメでもある。
「タイガーマスク」と題されたアニメ作品が放送されるのは、第1作目の後に作られた『タイガーマスク二世』（以下『二世』）以来、約34年半ぶりとなる。なお、『二世』にも漫画版が存在しているが、本作の漫画版は存在せず、本作で描かれたストーリーは原典をベースにしている部分もあるが基本的にはアニメ独自のものである（#過去作との関わりも参照）。メインストーリー以外では、ギャグ作品に定評のある脚本家・浦沢義雄（ほか数名）によるコメディ中心のエピソードが数回あることや、2クール（第13話）以降の女子プロレスラー登場などが代表的な独自要素である。これらは男性レスラーたちの戦いのみをシリアスかつストイックに描いていた第1作目とは一線を画し、物語にバラエティ豊かな色を添えている。
本作でも新日本プロレスが『二世』の当時同様に全面協力し、同団体に所属する実在のプロレスラーも実名で登場する。一部のレスラーは、声の吹き替えも本人自身が行っている。
テレビ朝日は『プロレスアワー』、ABCは『マッスルサンデー』という名称で、本作とプロレス中継番組『ワールドプロレスリング』（以下『ワープロ』）の2番組によるコンプレックス編成となり、一部の局を除いて放送時間は『ワープロ』の前（第1部）か後（第2部）の枠に置かれ、同番組とも連動する形となる。この連動企画の最大の目玉として、かつて『二世』放送時に現実のレスラーとしての「タイガーマスク」が登場したように「タイガーマスクW」と名乗るプロレスラーが新日本プロレスの興行に登場し、不定期ながら現実のリングで戦った（現実の「タイガーマスクW」の詳細は、プロレスラーとしての「タイガーマスク」の項などを参照）。
なお、本作の終了で、『ワールドトリガー』終了以来半年ぶりに再開していたテレビ朝日制作の東映アニメーション作品は、再び休止期間に入り、同作の2ndシーズンが2021年1月に放送されるまで約3年半のブランクが生じる。そのため、平成では最後の両社による制作作品となった。

## 制作略歴
2016年3月、新日本プロレスのオーナーを務める木谷高明（ブシロード 社長）が「タイガーマスクの新作アニメ企画が進行中である」ことを明らかにする。同月25日には東映アニメーションも同社創立60周年記念企画の一環として製作することを発表。同年7月22日に正式タイトルとキービジュアル、およびストーリー概要とメインスタッフが公開、同年8月17日に「テレビ朝日・六本木ヒルズ 夏祭り SUMMER STATION」にて行われたイベントで主要キャラクターの配役が発表。その後も本放送開始までに登場人物と配役者が随時公開。ミスターXやアニメ第1作目に登場したオリジナルキャラクター・高岡拳太郎に当時と同じ声優が声をあてて再登場することもその際に発表された。
映像面においても「第1作目」の荒々しい劇画チックな作画を現在のデジタル2DCGアニメでできるだけ再現しようとしており、撮影スタッフの努力もあって独特の雰囲気を出している。
第6話ではアニメ第1作目で最終話を含め19回演出を手掛けた勝間田具治が『二世』第12話以来35年ぶりにタイガーの演出を行った。

## 過去作との関わり
概要で述べたように、本作品は「（アニメ版）第1作目」の続編として設定されており、時系列的には「第1作目」の時代から約半世紀（40数年）後の話となっている（劇中でも「半世紀ほど前〜」というセリフがある）。
「第1作目」最終回で初代タイガーマスク＝伊達直人（以下「初代」）は虎の穴の最高幹部タイガー・ザ・グレートをリングの試合で倒し、組織を壊滅に追いやったものの、その試合中に伊達直人としての素顔を明らかにされた ことを機に失踪。以後一切の消息を絶ちプロレス界から姿を消したとされている。だが十数年後に虎の穴は何者かによって組織の活動方針を微妙に変化させて復活、『W』の物語へと続く。
この流れから『二世』と本作は話が続かなくなっており（『二世』は「伊達直人が交通事故で死んだ」という漫画版のラストを受けた設定になっている）、いわゆるパラレルワールドの関係になる。
なお漫画版固有の設定も一部受け継がれている。劇中で高岡拳太郎がナオトを特訓した富士山麓の施設は、漫画版『タイガーマスク』に登場した「みなしごランド」建築予定地の地下にあった施設を初代から受け継いだものであり、地上に崩壊したタイガーマスク像があるのはその名残りとされている。

## ストーリー
この物語は、数奇な運命により「虎」となった二人の若きプロレスラーの闘いを描く。一人は光の、もう一人は闇の道を征くが、その道は時に交差し、やがてプロレス界に巨大な「W」の嵐を吹き荒らすことになる。
序章（1話・3話）
ある日、海外プロレス界にその名を轟かすメジャー組織「GWM（グローバル・レスリング・モノポリー）」が国内の中堅団体「ジパングプロレス」の興行に招聘され対抗戦を開催。そのメーンイベントで悲劇は起こった。GWMトップ悪役（ヒール）「イエローデビル」が団体の代表レスラー・藤井大助を徹底的に痛めつけ再起不能にしたのだ。団体の長を失ったジパングプロレスからは次々と選手が去り、実質的に道場は潰されてしまい、大助の息子「藤井タクマ」すらも消息を絶った。唯一人練習場にはデビューしたてのレスラー「東ナオト」が取り残される。呆然とするナオトの前に初老の男「高岡拳太郎」が現れ、いずこかへとナオトを連れていく。
新たなる「虎」たち（1 - 4話）
「あの悲劇」から数年後、GWMはワールドツアーの一環として日本へ再上陸するが、そのメーンイベントに突如、伝説の覆面レスラー・タイガーマスクが乱入し、立ちはだかったメーンイベンター「オーディン」をスペシャルホールドで鮮やかに倒し去った。
このタイガーの正体は、初代タイガーマスク=伊達直人と共にリングで活躍した拳太郎から「虎の遺産」を受け継ぎ、かつて直人が使用していた富士の裾野の秘密鍛錬場で過酷な特訓を乗り越え生まれ変わったナオトであった。ナオトは拳太郎から、イエローデビルやGWMのバックにかつて初代タイガーマスクや拳太郎自身を養成し、一度は初代タイガーがその存在と引き換えに壊滅させるも復活を遂げた闇のプロレス組織「虎の穴」がいることを教えられ、彼と共に新生「虎の穴」をまとめて潰滅させる「計画」を始動したのだ。
そして、その場には「もう1人の虎」タイガー・ザ・ダークもいた。彼の本当の名前は「藤井タクマ」。あのタクマである。父を倒したイエローデビルの挑発的なスカウトにあえて乗り過去の全てを捨て「虎の穴」に入り、凄絶な生存競争に打ち勝って「闇の虎のマスク」を与えられていたのだ。かつて同じ道場で共に競い合ったナオトとタクマだったが、虎となった今、一瞬の邂逅では互いの正体を知る術も無かった。
タイガーの伝説を蘇らせたナオトはGWMのレスラーたちを倒し目的を果たすため、ダークとなったタクマはGWMで伸し上がり、あの日以来行方不明のイエローデビルが自分と闘うため姿を現したくなるほどの強者になるため戦いに身を投じる。
覆面ワールドトーナメント〜虚構の勝利〜（8 - 13話）
その後GWMはタイガーに差し向けた刺客・レッドデスマスクが返り討ちにあい、しばらく鳴りを潜めていたがメガ常設会場・MAXドームのオープングマッチとして「覆面ワールドトーナメント」の開催を発表。エントリーした覆面レスラーの中にイエローデビルもいると知ったタイガーも参戦した。
タイガーは謎のレスラー・ミスタークエスチョンやダークとの闘いに勝利しファイナルマッチに進出、宿願のイエローデビルと闘う。圧倒的な強さに膝を屈しかけるタイガーだが、ついにその試合で完成させた「名無しの必殺技」を見舞い優勝する。だが、このトーナメントで倒したイエローデビルの正体は、大助を負傷させたイエローデビルとは別人であることが判明。ナオトの戦いは振り出しに戻ってしまった。
ヘル・イン・ザ・ホール〜地獄からの脱出〜（19 - 20話）
覆面ワールドトーナメントでタイガーに負けたダークは素顔のタクマに戻り本国へ強制送還、同じく負けた盟友ケビンと共に「虎の処刑」を受ける身になっていたが、起死回生のチャンスを掴める唯一の場と聞いた地下プロレス「ヘル・イン・ザ・ホール」にケビンとタッグを組みエントリーする。同じような境遇のレスラーたちが完全なノールールで戦いあう野試合は知略・裏切り渦巻く混戦となったがこれを何とか乗り切りゴール地点に待つ地獄の門番「ブラックアウト」に挑む。実はロボ兵器だったブラックアウトの強さは文字通り人間離れしたものであり窮地に追い込まれる。しかし期せずして放たれたオーディンの攻撃が結果的に加勢となり、活路が開かれ倒すことができた。二人は晴れて表舞台へ復帰。桁外れの強さを持つGWM世界ヘビー級チャンピオン「ザ・サード」と共に再び日本へ向かう。
ウォーゲーム〜虎の正体〜（23 - 25話）
GWMジャパンのビッグマッチ第二弾「ウォーゲーム」が開催。二人のタイガーをはじめ強豪たちが世界中から集結。そしてザ・サードも緊急参戦した。
奇想天外なトーナメント方式にタイガーやダークは翻弄されるが、やがて引き合うように二人は再戦、今回はダークに軍配が上がり、順当にファイナルマッチに進んでいたサードと戦う。その最中、ダークはサードが「三年前のイエローデビル」であったことを本人の口から聞き、積年の感情を叩きつける猛攻でサードを追い詰める。
だがサードという壁はダークの想像を超え堅牢で、越えようと登れども頂は遥か高みにあった。ダークはサードに「王者の必殺技」・サクリファイスを喰らい敗北・重症。さらに事前に双方が合意していたとおりマスクを剥ぎ取られ衆目に素顔を晒される。
ただの「藤井タクマ」となりICUに緊急搬送中、駆け寄るタイガーは自分がナオトだと明かす。ここに二人は「数年ぶりの再会」を果たした。
蘇る「虎」たち〜ファイナル・ウォーズ〜（28 - 30、32 - 37話）
「ウォーゲーム」終了からしばらくした後、GWMの頂点ザ・サードが突然何の前触れもなく新日のリングに現れた。随行者ミスXは新日に宣戦布告、ここに両団体の存亡を賭けたビッグマッチシリーズ「ファイナル・ウォーズ」が火蓋を切った。
本国から自身に比肩するレスラー「ビッグタイガー・ザ・セカンド」と「タイガー・ザ・ブラック」を呼び寄せたサードは記者会見の場で自分の真の名「タイガー・ザ・グレート・ザ・サード」を明かす。
一方、タイガーは一時期サード戦を望む焦りが高じすぎてGWM側に付いたり見かけたサードに殴りかかるも一撃で返り討ちに遭い「虎の制裁」を受けたりと迷走していたが、彼を信じ続けた人々のおかげで正道に立ち返り、ファイナル・ウォーズに新日側メンバーとして参戦できることとなった。
そしてダーク/タクマも、父のはからいで彼のリハビリ担当になった山科ルリコの甲斐甲斐しいサポートもあり、急速に回復。今度はサードに正面から立ち向かい堂々と倒すため、虎の穴との決別を決意した。
いま、長らくすれ違っていた虎たちは様々な想いを胸に、最終決戦のリングに向かう。

## 登場人物

### 主人公
本作では「二頭の虎」とも称される、二人の「タイガー」が登場する。彼らは過去には友人同士だったが、マスクマンとなってからは、前述したとおりお互いの正体は知らないままであったが、タイガー・ザ・ダークがザ・サードに敗れ重傷を負った直後、互いにその正体を知ることになる。
東 ナオト（あずま ナオト） / タイガーマスク / タイガーマスクW
声 - 八代拓
本作の主人公。年齢21歳（第1話開始時点）。体重102kg。
#ストーリーで述べた経緯を経て新たなるタイガーマスクとなり、GWMのトップレスラーを倒したことでプロレス界に彗星のごとく現れた「伝説の名を継ぐレスラー」として俄然注目を浴びる存在となった。
衝撃のデビューを飾った後は新日の永田裕志から熱烈なオファーもあったことや実戦経験の乏しさを埋めるためフリーレスラーとして新日の興行に参加することもあるが、あくまでも彼の目的は打倒イエローデビル・打倒「虎の穴」であり、GWM絡みの試合は最優先となる（「覆面ワールドトーナメント」開催時にも初日が新日の興行と重なったため、選手たちに詫びを入れている）。
トーナメントチャンピオンとなった後は上記の事情に加えて契約でGWMの指定した数試合に出る義務（#ミスXの節を参照）も生じているため、GWMの興行への参加が多くなっている（対キングタイガー戦をもって満了となった）。
初代タイガー（伊達直人）と彼は直接的な関わりは無く、孤児でも無かったが、ジパングプロレスに入る以前（大体17〜8歳ごろ）に住んでいたある地方が大災害に遭って家族も全て喪い天涯孤独の身となっている。呆然とする日々を送っていたがジパングの興行がやってきた時、トップレスラー藤井大助の試合を見て心に火が付き、その場で彼に団体入りを志願、文字通り身一つで練習生となった（ジパング解散後どこにも行かなかったのは、行き場がなかったせいもある）。
藤井大助が入院している病院にお見舞いを重ねるうち看護師のルリコと親しくなり、ほのかに情を抱くようになっているが、タイガーマスクの称号が自分一人のものでないとの理由で、自分がタイガーだとは明かそうとはしなかった。
ザ・サードへの挑戦権をかけたウォーゲームの戦いでダーク（タクマ）とケビンの連携の前に敗れてしまった後、ふくわらマスクからザ・サードこそが仇敵のイエローデビルであることを知らされ、さらにダークの正体が旧友のタクマであることを知って煩悶の思いを噛み締め、ザ・サードへの挑戦を焦る余り、GWMのミラクルズに参入し、自ら虎の穴の手駒となってしまう。
その一連の行動で新日レスラーたちとの関係は破壊され、その直後に現れたザ・サードに逆上して襲い掛かってしまい、瞬く間に虎の穴の裏切り者として制裁試合の対象となってしまうが、ミラクル3との戦いで新日勢力の援護を受けて和解にこぎつけることができ、以後新日側のレスラーとしてGWMの日本市場制覇を阻止することでザ・サードとの戦いの機会を伺う立場に立つことになる。ファイナル・ウォーズではザ・サードに復讐に焦る心情を見透かされて、体よくあしらわれてしまい、マスクを破られて敗北一歩手前に追い詰められてしまうが、ダークに救われる。その後はミラクル1戦のダメージでリングに立てなくなったオカダ・カズチカに代わりザ・サードとのエクストラシングルマッチに出場。春奈がタクマのマスクを用いて修復した新しいマスク（右半分がタイガー、左半分がダーク）を着用した「タイガーマスクW」として戦い勝利。GWMおよび虎の穴との因縁に決着をつけた。
GWMが日本を撤退した後は伝を頼り、メキシコのリングでタイガーマスクWと名乗りファイトを続けている。
藤井 タクマ（ふじい タクマ） / タイガー・ザ・ダーク / タイガーマスクW
声 - 梅原裕一郎
本作のもう一人の主人公。21歳（第1話開始時点）。身長185cm、体重105kg（第11話時点）。ナオトとはかつてジパングプロレス二人だけの練習生で、デビュー戦の相手でもあった。顔の眉間に、イエローデビル（ザ・サード）に付けられた大きな傷跡がある。
ストーリーで述べた経緯によって「虎の穴」に入り、過酷な訓練の結果卒業試験をトップで合格、「闇のタイガー（タイガー・ザ・ダーク）」となる。
地獄の特訓を生き抜いたことで実力は練習生時代から飛躍的に上昇したが、同様の経緯でGWMに所属するレスラーは大勢いるため、「ポッと出の新人」程度の扱いからスタート。一刻も早くイエローデビルを倒したいという一念から先輩後輩の区別なく相手レスラーを攻める姿勢が（ケビンとマイクを除き）他の所属レスラーに生意気と思われており、試合でも必要以上にシメられた。しかし本国のチャンピオン・ボスマンを二回倒して王座を奪取、新チャンピオンとして日本に「再来日」、覆面ワールドトーナメントに参戦する。
ふくわらマスクを倒しセミファイナルマッチでタイガー（ナオト）と「初対決」するも敗北。本来ならば「虎の処刑」を執行される身となるがこれを良しとせず起死回生をはかる唯一の手段として、本部へ帰還後「ヘル・イン・ザ・ホール」（ザ・ホール）にエントリー 脱出を果たし、第一線のレスラーとして復帰。
ウォーゲームでタイガーマスク（ナオト）を倒してザ・サードへの挑戦権を得た後、来間ヒカリからザ・サードこそが父・大助を再起不能にしたイエローデビルの正体であることを示唆され、新たに闘志を燃やして試合に臨むものの、その実力差は容易に超えられるものではなく、また、直前でのタイガーマスクとの闘いで大きなダメージを受け万全な体調でないままザ・サードとの闘いに臨んでいたため惨敗。正体を晒され、病院送りの身となる。その後は現役復帰が危ぶまれるほどの重傷を父と同じ場所で癒していたが、療養所勤務に戻ったルリコの親身な助けを得て速やかな身体機能の回復を達成し、その過程で献身的なルリコに心を開く。
若さと意志で日常行動には差し支えない水準にまで回復すると、自分を使い捨てにした虎の穴との決別を決意し、ナオトと合流する形でタイガーの秘密鍛錬所でレスラーとしての復帰を目指した調整を行いレスラーとしての復帰が可能なほどに回復を果たす。ファイナル・ウォーズでは内藤哲也の帰国が遅れたため闘える選手が足りなかった新日本プロレスに助太刀として参戦。当初はブランクにより試合勘が鈍って苦戦を強いられたものの、ザ・サード＆ザ・セカンド相手の「四頭（しとう）の虎」タッグマッチではザ・サードにマスクを破られて敗北寸前のタイガー（ナオト）の危機を救い、新必殺技「クロスボウ」でザ・サードとザ・セカンドの意識を立て続けに刈ることに成功し、ナオトより先にGWMとの因縁に決着をつける。
GWMが日本を撤退した後はオーディンが参戦しているアメリカのローカル団体に参戦。良好な関係を築いたオーディンの相棒としてナオトと同じマスクをかぶり、タイガーマスクWと名乗ってファイトを続けている。
余談だが、最終話でミスXが春奈らに女子プロレスの『（リング上のファイトとは別の）4つのS』を説明する際のイメージ画（映画のフィルム風に表現）として素顔でケビンと共に登場した際はそれまで見せなかった笑顔でふれあっている表情が描かれている。

### 主人公を取り巻く人々
高岡 春奈（たかおか はるな）
声 - 三森すずこ
ケン高岡こと高岡拳太郎の姪。年齢19歳（第15話）。新たなるタイガーがナオトであることを知る数少ない人物で、タイガーマスクの「若くてキュートな（自称）エージェント」役として対外的な窓口役となる（タイガーの試合ブッキングは彼女が一手に引き受けている）。またタイガーのキャラクターグッズを作って新日の会場で売り活動資金を作っている。
本来は高校を卒業後は高岡モータースで拳太郎を手伝うつもりで、プロレスに興味は無かったが、拳太郎の節に記した経緯で店が開店休業状態になってしまった後、勝手にエージェントとなった。ナオトと共にプロレス興行に帯同し試合観戦を重ねるうち徐々に自分でも体を動かすことに興味が出てきており、（誰にも内緒で）伯父の影響で身に付けたプロレス技に磨きをかけながらトレーニングをしている。
設定的には「ナオトに憧れているが表面には出さない」 とあり、実際の劇中でも思慕をストレートに表すような描写はあまりないが、ナオトとルリコの接近にはさびしい思いを感じていた様子で、後の第34話では若松龍に「私、好きな人がいるの」と告げ、それがタイガーマスク（の正体＝ナオト）であることを明かして若松の求愛を断っている。なお、自身の携帯電話にはナオトを「タイガー」の名前で登録しており、アイコンにはタイガーマスクのデフォルメイラストを使っている。
伯父からビッグタイガーにまつわるエピソードとして、かつての虎の穴の凄惨なやり方（試合）が文字通りの殺し合いだったという事実を聞かされて驚愕していた。
スプリングタイガー
ディーバ（女子レスラー）において日本チームへの助っ人として緊急参戦し、女覆面レスラー・スプリングタイガーのリング名でデビューを飾る。派手な大技を使わず、関節技で相手のウイークポイントを一点集中で攻めるファイトスタイルで、試合を見た拳太郎は高く評価している。反面、打撃技においてはデビュー戦でXウーマンやクイーンにリードされており、関節技ほど得意ではない模様。
バネのような瞬発力と驚異的な身の軽さから来る千変万化な動きを可能とする身体能力を備えており、実力的には一流レスラーとしての領域に手をかけつつある。後に虎の穴壊滅後に新団体立上げを目論むミスＸからトップレスラーとしての協力を要請される。なお、スプリングタイガーのリングネームは長いため「スプリンガー」に縮められた。
高岡拳太郎（たかおか けんたろう）
声 - 田中亮一
アニメ第1作で「虎の穴」の悪役レスラー・イエローデビルとして登場し、「虎の穴」脱退後に正統派レスラー・ケン高岡として初代タイガーマスクと共に戦った元プロレスラー。今作ではすでに初老の域に入っており片足が不自由で、歩行時にはロフストランドクラッチ（杖状の医療具）が必要だが、それ以外の身体は至って元気。血縁者や弟子など第1作所縁の人物が多数登場する本作で、第1作に登場した本人が回想シーン以外で登場したのは彼のみである。
過去の経緯から初代タイガー・伊達直人の志を受け継ぎ、物語が始まるまでは秘密鍛錬場の存在を知る唯一の人であった。「虎の穴」復活をどこからか聴きつけ、ジパングプロレス崩壊後、行き場の無くなったナオトを新たなる「タイガーマスク」として鍛え上げる。タイガー復活後は影のコーチ的な存在として「『虎の穴』潰滅計画」を進めている。
小さなバイクショップ「高岡モータース」を経営していたが、ナオトと出会ってからは店どころではなくなってしまったため、現在は開店休業状態。店のマークが付いたツナギは今でも普段着としている。
姪の春奈が「エージェント」役を買って出ていることについては明確にその役目を与えているわけではないが「やるな」とも言っておらず事実上黙認。ただ彼女の活動の数々には関心を寄せている模様。
昔の「虎の穴」を知る者として、タイガーマスク（ナオト）が自ら「虎の穴」の軍門に下ったことに不満の色を見せ、一時は険悪な間柄になるが、その契約自体がタイガーを新日勢力から分断し、ザ・サードへの怒りのあまり迂闊な敵対行動をとったときに裏切り者として制裁対象に追いやる罠であったことを知り、ナオトを一層支えていく決心を固め、さらに「虎の穴」と決別しようとするタクマの復帰も支援していく。
藤井大助（ふじい だいすけ）
声 - 草尾毅
タクマの父親にしてナオトの恩人。ジパングプロレスを経営すると同時に団体の勇猛果敢なトップレスラーでもあった。GWMの刺客レスラー・イエローデビルによって再起不能なまでに肉体を破壊され、現在とある病院で療養中。
ナオトが新たなるタイガーとなったことは直接彼から聞いてはいないが行動から察し、「復讐のための行為ならやめろ」と言っていたが、ナオトの「レスラーとしてイエローデビルを許せないから戦いたい」という決意を知り、以後は陰ながら見守る。後のウォーゲームでダーク×ザ・サード戦を観戦時、ザ・サードこそが自分を再起不能にしたイエローデビルであったと 察した後、ダークがマスクを剥ぎ取られた際、その正体が行方知れずの息子だったという驚愕の事実を知る。しかし父の仇を討とうと命がけの戦いに明け暮れてきた彼の心情を思いやり、入院して同室となったタクマに優しい言葉をかけた。
後にタクマが（ナオトのガールフレンドとなりつつあった）ルリコと親しくなったことで幾分ナオトに負い目を感じている模様。
タイガーとダークの危機的状況に無我夢中で呼びかける中で、自力で立ち上がる。
ビジュアルモデルは大谷晋二郎。また、イメージは2016年に亡くなったプロレスラーのハヤブサがモチーフとなっている。
山科ルリコ（やましな ルリコ）
声 - 千葉千恵巳
大助が入院する病院の看護師で巨大医療法人グループオーナーの娘。大助を日々看ているが、時おり様子を見に来るナオトと親しくなる。名を秘して父の様子を見に来たタクマとも数回ほど会ったことがある。
大助と一緒にプロレス中継を見る機会が多くなった影響でタイガーマスクのファンになり、その流れで後にGWMのメディカルスタッフとしてMAXドームに勤務することとなる。そこで出会ったタイガー・ザ・ダーク（タクマ）のストイックな姿勢にも惹かれ、後にザ・サードとの戦いに敗れたタクマの回復を助けるべく、GWMを退職し療養所勤務へ戻って彼のリハビリを支援し、その過程で次第に健気で生真面目なタクマに強い情愛を感じるようになっていく。
イエローデビル（ザ・サード）との戦いを焦るあまり自分の味方だった新日プロを（一時的とはいえ）敵に回したタイガーの姿勢に残念なものを感じていたが、今はタクマを想うことが多くなっていた。そして大助の叫びとタイガーのマスクが破られてその素顔が見えたことでナオトがタイガーマスク本人だったことを知る。
虎の穴壊滅後はタクマの帰還を待つ傍ら、春奈の参加した女子プロレス団体のメディカルスタッフとして選手たちを医療面で支えている。

### 新日本プロレス
日本最大のプロレス団体（この節では以下「新日」と略す）。英称は「NEW JAPAN PRO-WRESTLING」。
本来なら新日とは全く関係ないGWMとタイガーマスクの闘いに永田裕志が割って入り、なし崩し的にGWMレスラーVSタイガー（ナオト）戦を新日の興行で実施するしたたかさを見せている。以後もタイガーがGWM興行に出ない時期にはフリーレスラーとして興行に参加してもらっている。
その後もGWMとは基本的に「他所はよそ、ウチはウチ」の姿勢を取り、団体ぐるみの直接対決は避けていたが、ウォーゲーム開催時に満を持してオカダや棚橋など主力選手を惜しみなく参戦させた。
オカダ・カズチカ
声 - 森田成一
新日のチャンピオン。新日の本隊と対抗するレスラー軍団（ユニット）「CHAOS」のリーダーを務めたり若手レスラー若松龍のマスター的存在でいるなど、各方面で存在感を放つ。
GWMを脅威に感じてはいるが、新日の興行で自分の仕事をキッチリ果たすことが第一だと考えている。しかしタイガー（ナオト）の熱い思いにも感じ入っており、棚橋や若松と共にタイガーに助力する。
棚橋弘至（たなはし ひろし）
声 - 鈴村健一
新日のエースレスラー。タイガー（ナオト）が新日の興行に参加後、しばしばタッグを組むようになり親密度を上げる。タイガーがGWMの覆面ワールドトーナメントに出場することになった際には自分よりも向こうの試合を取るのかと少々感情的になるがタイガーの内に秘めた並々ならぬ決意を知り、以降もタイガーの必殺技開発に協力する。タイガーの裏切り行為に怒りを抱いてはいたが、GWMの苛烈なやり方に対する怒りや孤立したタイガーを思いやる心情はそれ以上だったらしく、若松と共にタイガー救出へ動く。
イッツザエース
覆面ワールドトーナメント戦に参加するため即席マスクマンとなった姿（同日に新日のタッグチャンピオン戦でタイガーと共に試合する予定だったが、タイガー不出場により出番が無くなったため、新日フロントに直談判し正体を隠して参戦）。
第1回戦でポセイドン（三笠海王）を倒し、セミファイナルでイエローデビル（ビリー）と対戦するが、直前にタイガーと特訓中に負傷しコンディションが不調だったことや、自身の正体がバレるようなオリジナル必殺技が使えない縛りがあったため、苦戦の末イエローデビルにアルゼンチンバックブリーカーをキメられてしまい、危険な状態に陥ったためドラゴンヤングがタオルを投入しTKO敗け。
若松龍（わかまつ りゅう）
声 - 岸尾だいすけ
「ヤングライオン」と呼ばれる新日の若手レスラーのひとり。本作の新日所属レスラー中で唯一のオリジナルキャラクターであり、実在しない人物である。キャリア3年目で、師と慕うオカダや棚橋と行動を共にすることが多い。ブラック・パイソン&ダーク（タクマ）戦でタイガー（ナオト）とタッグを組み試合に臨む。タイガーがパイソンにロコモーション式ジャーマンスープレックスを見舞い相当のダメージを与える「お膳立て」のあと、パイソンからフォールを奪い勝利した。
高岡春奈のことが出会った当初から何となく気になっており、ずっとモーションをかけ続けていた。第34話において春奈に告白するものの撃沈した。
これまでの友誼を捨てて新日プロを裏切ったタイガーに怒りを抱いてはいたが、GWMとの孤独な戦いでつぶされかけたタイガーへの加勢を決意し、一気に新日とタイガーとの関係を修復するきっかけをつくる。
ドラゴンヤング
棚橋に付き合う形で覆面トーナメントに参戦するためマスクマンとなった姿。第1回戦でいきなりイエローデビルと対戦することになってしまい、本人なりに全力を尽くしたが実力の差が圧倒的過ぎ、ほとんど相手にもされぬままKO負けとなった。
その後、ウォーゲームには参戦資格（GWMのリングに上がったことがある）を満たしていなかったために留守番を申し付けられたが、ドラゴンヤングとしてなら資格があることに気付き、隠密に参戦。棚橋の窮地を救うも、直後に相対したザ・サードのバーティカルスープレックスを食らいKO負け。
永田裕志（ながた ゆうじ）
声 - てらそままさき
新日のリーダー格。経営にも携わっており、常に客入りを気にしている。
アニメで描かれた自身の試合ではあまり勝利しておらず、実況アナウンサーと共にタイガーの試合を解説しているシーンも多い。
タイガーとタッグを組んだもののタイガー・ザ・ブラックとザ・セカンドの実力の前に破れ、入院を余儀なくされるほどの怪我を負いながらもそれを押して新日の指揮を執り続けた。
真壁刀義（まかべ とうぎ）
声 - 真壁刀義（本人）
新日のヒールレスラーではあるが、GWMのような非道はせず、誇り高くワルの道を往く男。ゴツい風貌や声とは裏腹にスイーツが好きで、タイガー（ナオト）を「同好の士」と思い込んでいる。ある地方の巡業ではタイガーと春奈を引き連れて名物スイーツを食べ歩こうとする（その顛末は#ケニー・オメガの記述などを参照）。なお、この回のサブタイトル（甘ったれんじゃねえ!）は本人のブログのタイトルを引用している。
タイガー・ザ・ブラックとの戦いでその実力に押されつつも執拗に抗い、引き分けに持ち込むものの、二戦目でかろうじてタイガーザブラックを追い詰めながら、ザ・サードの横槍でデビルズクラッシュをまともに受けてしまい、以後の出場が不能となってしまう。
本間朋晃（ほんま ともあき）
声 - 高塚正也
新日所属。人呼んで「こけしファイター」。特徴的な声を持つ。真壁とは相棒的な存在なのだが、彼のほうが若干引いた感じで接している。
石井智宏（いしい ともひろ）
声 - 乃村健次
格闘スタイルは「ブルファイター」。「虎」とは少し縁があるらしい。
YOSHI-HASHI
声 - 岡本寛志
「CHAOS」メンバー。手に持つ棒は（ルール的にはアウトだが）いざという時に役立つ相棒的存在。
ケニー・オメガ( Kenny Omega )
声 - 堀秀行
新日のヒールチーム「バレットクラブ」のリーダー。新日の地方興行にて、スイーツが好きな真壁に対して後述のタマやファレと共に洋菓子店へ先回りし、その店の名物スイーツを全部買占め食べてしまったりと、子供のようなイタズラをしかけたりする。
声の役を務めた堀は前作の『二世』でタイガーマスク（亜久竜夫）の声を演じていた。
タマ・トンガ ( Tama Tonga )、バッドラック・ファレ ( Bad Luck Fale )
声 - 今村直樹（タマ）、平井啓二（ファレ）
新日のヒールチーム「バレットクラブ」に属するトンガ出身のレスラー二人組（白いフェイスペイントをしている方がタマ）。棚橋&タイガー組とタッグマッチを行ったり、ケニーに協力してスイーツを食べまくったりする。
内藤哲也（ないとう てつや）
声 - 山口勝平
新日ではアウトロー的な立ち位置にいるレスラー。団体内ユニット「ロス・インゴベルナブレス・デ・ハポン」のリーダー格でもある。
タイガーが新日道場を借りオカダ・棚橋・若松と必殺技を開発中、ブラリと見物に訪れ彼流にアドバイスしたりすることも（「トランキーロ、あっせんなよ」を参照）。
ウォーゲームには乗り気でない風体を取りつつもさり気なく参戦。上手く立ち回りザ・サードを倒せばファイナルマッチへ進出する所までは行ったが、健闘及ばず負ける。
ふくわらマスクの自主興行で、借りる予定であった団体のリングが間に合わず、永田の判断で急遽新日のリングを借りたさい、会場に現れ、挑発しつつもメインの試合に出場し、ふくわらマスクに協力している。
GWMと新日の決戦では永田の要請を受けてメキシコから離れて日本へ向かったが、そのまま連絡が取れず永田ら新日レスラーたちをやきもきさせる。
EVIL
声 - 落合福嗣
「ロス・インゴベルナブレス・デ・ハポン」のメンバーで、内藤と共にふくわらマスクの自主興行に現れ、メインの試合に出場する。
矢野通（やの とおる）
声 - 深川和征
「CHAOS」誕生時から在籍するメンバー。ファイトスタイル（芸風）は独特の立ち位置を確立している。YOSHI-HASHIと組んでタイガー・棚橋とタッグマッチを行う。
外道（げどう）
声 - 竹本英史
プロ選手としては古株の部類に入るレスラー。オカダのマネージャーを任じており付かず離れずの関係。ウォーゲームにも参戦するが、運悪くザ・サードの初戦相手になってしまい、あっさりと負ける。
飯伏幸太（いぶし こうた）
声 - 飯伏幸太（本人）
タイガーと入れ替わりで新日本プロレスに参戦したレスラー。37話の終盤に登場しオカダと対戦する。
尾崎仁彦（おざき きみひこ）
声 - 田中健大
新日所属のリングアナウンサー。エンドクレジットでは「尾崎リングアナウンサー」と表記される。
このほか、GWMとの興行戦争勃発時、永田と選手たちの会話に ライガー、キャプテンが名前だけ登場。

### 虎の穴
かつて、数多くの悪役レスラーを育成・輩出し、世界中のマットを席巻した組織。英称は「TIGERS DEN」。かつてタイガー・ザ・グレートがタイガーマスクに敗れ、崩壊寸前まで追い込まれたが、後述の四天王の力により復活。現在は国際的な巨大プロレス団体GWMを統括、死をも厭わぬ狂気じみた鍛錬で養成した強豪レスラーを直接送り込むスタイルをとっている。しかし、あくまでも闇の組織であるため、復活したことは部外者以外には秘密とされている。
ミスX（ - エックス）
声 - 小林ゆう
本作の主な敵。「虎の穴」のマネージャーであるグラマラスな美女。立場的にはミスターXの部下にあたる。表の顔はGWM日本進出の最高責任者だが、広報担当兼リングアナウンサー兼エージェントとして一人で数役の役職を担当している。仕事中はウィップ（ムチ）をよく手に持っており、時おり威嚇の意味で使うこともある。人材登用にも意欲的で、GWMのプログラムに乱入してきたミスタークエスチョンの特異な能力に注目し、GWMへ勧誘しようとさえした。これは上司であるミスターXに「日本プロレス界独占」という絶対至上ノルマを課せられているためである。
オーディンがタイガー（ナオト）に倒されて以降、「忌まわしい過去の亡霊」として苛立ちを見せ、刺客レスラーを送り込んだり覆面ワールドトーナメントにタイガーをおびき出したりしている。ただしタイガーに個人的な憎しみを抱いている様子は無く、タイガーをコールする際に露骨に差をつけることもあったりするものの、彼およびエージェント（春奈）への対応はビジネスライクに徹している。
覆面ワールドトーナメントでタイガーマスクにダーク（タクマ）やイエローデビル（ビリー）などを倒されて有力なレスラーを失った上、日本人受けのするレスラーが不在な影響でMAXドームの経営に陰りが出ると、ミスターXの命を受け覆面ワールドトーナメント出場者と交わした契約書に記載してあった拘束条項を盾に タイガーマスクをMAXドーム集客用の人気レスラーとして活用している。
ダーク（タクマ）のハングリースピリットを気に入っており、彼を売り出すため色々なプロモーションもしていたので、ダークがタイガーに負けて虎の処刑を受ける身となって も「このまま終わる男ではない」と、這い上がることを期待し、彼が生還後には相応に満足した模様（表層上は今まで通りで彼のファイトスタイルについて「（強いだけで）まだ客のハートを掴めていない」との苦言）だったが、そのダークがザ・サードとの試合で選手生命に関わるほどの怪我を負わされると立場を省みずにザ・サードに抗議したものの、その過酷過ぎる返答と、ザ・サードの正体を知らされて愕然とする。
後にタイガーマスクがキングタイガーを破った後、ザ・サードとの対戦への焦りに付け込むようにミラクルズの新メンバーに参入させ、GWMの日本市場制覇のための手駒に使おうとするが、その間もないうちにザ・サードへの怒りで虎の穴の裏切り者となって完全に孤立したタイガーの立場を嘲りつつもミラクル4や、ミラクル3との制裁試合をマッチングする。しかし、土壇場で新日レスラーたちとタイガーの関係が修復されて事実上タイガーが新日側に迎えられたことで思惑が完全に破綻したことを知り、臍をかむことになる。
ザ・サードとタイガー（ナオト）との戦いでタイガーにザ・サードが追い詰められていく状況を見て、ミスターXにタオルを投げるよう進言する。
虎の穴壊滅後はGWMを退職すると女子プロレス団体「ガールズ・レスリング・ムーブメント」（GWM、略称は「ガームー」、以下この名称を称する）を立ち上げ、そのトップレスラーとしてスプリング・タイガー（春奈）を迎える。
本名はサンドラであることを打ち明け、「ミスX」は虎の穴のコードネームではあるが、マスコミへの通りがいいことからガームーでもその呼称を引き続き使用していることを最終話の春奈との会話で明かしている。
レディがミスターXの姪だということはミスターXに教えられるまで知らず茫然とする。のちに春奈からも叔父である拳太郎が元・虎の穴のレスラーであり、タイガー（ナオト）を鍛えていたことを明かされた時もレディの時以上の驚きを見せつつも、これまでのタイガーの強さや春奈がレスラーへの誘いを当初頑なに固辞していたことの理由が分かり納得する。
ドラマCDでは天下の巨匠と呼ばれる写真家・篠山キチンシンクによるタイガーマスクとタイガー・ザ・ダークのフルヌード写真集を虎の穴監修で出そうと企画する。
最初のキャラクターイメージはアン・ハサウェイだったが、コスチュームデザインの段階で『アイアン・スカイ』出演時のユリア・ディーツェのイメージに寄せられた。
Xウーマン（エックス - ）
レスラーとしての自己鍛錬も怠り無いようで、後にディーバ（女子レスラー）において日本チームへの助っ人として緊急参戦した高岡春奈ことスプリングタイガーに対し（日頃の生意気な態度への意趣返しの意味をこめて）Xウーマンのリング名で立ちはだかるが、スプリングタイガーに足への集中攻撃を受け、片足を負傷。しばらく足にギプスを付け過ごさねばならなくなって業務にも支障をきたしてしまい、「もう試合はこりごり」とぼやいていた。のちにガームーの選手不足を補うため再び出場を強いられる羽目となり、旗揚げ戦の開幕試合でバイパー高城にギブアップ負けを喫すこととなった。
レディ
声 - 森下由樹子
ミスXの秘書的な立場 の女性にしてミスターXの姪。日々の業務を粛々と行う傍ら、感情が希薄で我を出さず、ミスXも彼女がミスターXの姪であることはミスターX来日時に初めて知った（その際にはミスターXにGWMジャパンの興行結果データを用意している）。
ふくわらマスクと気脈を通じている気配がある。
虎の穴壊滅後も日本に残り、ミスXと一緒にガームーの立ち上げに参加する。
ドラマCDでは虎の穴監修の写真集発売について、売り上げや内容よりも自分のボーナスに期待しており、ミスXに「ドライな子ね」と言われる。また、10メンタッグマッチでは淡々とした語りで実況をこなしている。
ミスターX（ - エックス）
声 - 柴田秀勝
現「虎の穴」ボス。第1作のミスターXに容貌・声共に酷似しているが、別人である。
組織の方針として「プロレス界独占制覇」を最優先としており、新たに現われたタイガーマスクが虎の穴にとって因縁深い存在であることは承知しているが、虎の穴出身者ではない こともあり、今のタイガーの活躍は「日本制圧時に生じたアクシデント」という認識を持つ。覆面ワールドトーナメントを制して客を呼べる人気レスラーとなった後ミスXに「（タイガーを）経営難のMAXドーム集客に利用せよ」と命じた一件は、彼の考えをよく表すものと言える。
かつてのミスターXと違い日本のプロモート業務はミスXに任せ本国での活動に専念していたが、四天王の二名（セカンド、ブラック）来日時に同行、その際レディと会い、同席していたミスXに彼女が自分の姪と明かす。
契約が切れたとはいえ、ザ・サードのチャンピオンベルトがかかった重要な試合でダーク（タクマ）が離反するという事態に苛立ちを隠せない模様で、ザ・サードとタイガー（ナオト）との戦いでは、タイガーにザ・サードが追い詰められていく状況を見たミスXにタオルを投げるよう進言されるが、最後までそれを拒んだため、ザ・サードが敗れるという結果を招いてしまう。

#### 四天王
新生虎の穴出身のレスラー中、虎のマスクをかぶり（フルネームに）「タイガー」の名を有する4名。表向きはGWM所属ということになっているが強さ・立場など他のGWMレスラーとは別格の存在にある。
特にザ・サードは組織の中枢に深く関わっており、ミスXやミスターXらも彼の発言・行動を制することはできない。
ザ・サード ( The Third )
声 - 島田敏
GWM世界ヘビー級チャンピオンとして所属レスラーの頂点に君臨する「白い虎」のマスクマン。その姿は後述する「タイガー・ザ・グレート」に酷似しており（来日後に彼の姿を見た拳太郎は「虎の穴はあんなものまで復活させたのか」と驚愕した）、のちに自身を虎の穴の後継者「タイガー・ザ・グレート・ザ・サード（三世）」と称する（一方で、「私は祖父（初代グレート）とは違う」と語っている）。
ヘル・イン・ザ・ホールを観る賓客が集う会場において、ミスターXと共に初登場。その筋骨隆々とした体躯とタイガーマスク抹殺を事も無げに宣告する沈着な態度から並々ならない存在感を放ち、実力もダーク（タクマ）やケビン二人がかりでも敵わなかったロボット兵器ブラックアウトを一撃で倒してしまうほど超人的。相手の打撃技は真っ向からひねり潰し、関節技は無理矢理振りほどくという、己が絶対的な力を誇示するかのようなファイトスタイルが身上。また一度「見た」技なら対処を難なく実行してのける並外れた見切りのセンスも併せ持つ。
ダークとケビンが復帰したあと共に来日し、ウォーゲームに参戦。日本の観客にもその圧倒的な実力を見せつける。ふくわらマスクと相対した時、お互いマスクを付けているにも関わらず正体に気付いたようで、ふくわらのことを「ケイジ」と呼ぶ。
正体は3年前に姿を眩ましたイエローデビル（後述）。さらに真の出自は、アニメ第1作で初代タイガー最後の刺客として登場し当時の虎の穴のボスでもあったタイガー・ザ・グレートの孫。ウォーゲームでのダーク（タクマ）との対戦で序盤はあえてダークに攻撃を仕掛けさせる。しばらく攻撃を一方的に受け続けた後に「（ダーク〈タクマ〉の「お前は『イエローデビル』なのか？」問われたことに対する）答えを教えてやる」と宣告すると同時に反撃に転じ、「イエローデビル」と名乗っていた頃にダーク（タクマ）の父・大助を再起不能に追い込んだ「デビルズクラッシュ」を仕掛けようとする。しかし、ダークが咄嗟にコーナーロープに両足を引っ掻けたために失敗し、逆に雪崩式ネックブリーカーでリングに仰向けの状態で叩きつけられ受け、その後もダークから3年前に自身が再起不能に陥った直後の大助に行ったのと同じ仕打ちを受ける。それでもなお、ダークが必殺技・ダークネスドライバーの体勢に入ったところを、身体が逆さまになった状態で蹴り技を繰り出して強引に振り払い、自身が「イエローデビル」としての消息を絶っている間にタクマが着実に成長したことを認めながらも、「お前は『イエローデビルの必殺技』を破ったに過ぎない」と余裕を見せる。そして最後は「ザ・サード」として新しく生み出した必殺技「サクリファイス」でダークに勝利し、試合開始前にダーク（タクマ）が提案した「覆面剥ぎマッチ」のルールに則り、ダークの正体を大衆の面前に晒した。
ウォーゲーム終了後は一旦本国に戻っていたが、新日がミラクルズと戦っている最中会場に突然登場。ミスXに新日への宣戦布告をさせるが、タイガーが制裁試合を生き延びて新日勢力に合流したことを知るとザ・セカンドとタイガー・ザ・ブラックを新日レスラー潰しの試合に派遣する。
タイガーの過剰なまでの復讐心を怪しみ、その正体を見破るとタイガーをねじ伏せて「そのマスクはお前にふさわしくない」とばかりに破り、そのままサクリファイスで潰そうとするがダークの反撃で動きを止められた挙句、新必殺技をまともに受けてしまい、初めての敗北を喫することになる。
最後の戦いでマスクを修復したタイガーマスクW（ナオト）と対戦し、蓄積されたダメージが原因で返すつもりでいた再三のタイガーファングを完全に決められ、マットに沈んだ。
ファイトスタイルのモデルは全盛期のルー・テーズであり、バックドロップなどを使用するのはそのため。
イエローデビル ( Yellowdevil )
声 - 島田敏
3年前、執拗かつ残酷な連続技で対戦相手の藤井大助に再起不能なほどの重傷を負わせ、ジパングプロレスを壊滅に追い込んだ覆面レスラー。かつて高岡拳太郎が名乗ったイエローデビルと同じ名だが、子弟や血縁関係はない。タクマが強くなると見込んで「『虎の穴』出身の自分を倒したければ、『虎の穴』に入るしか道はない」と、挑発するような形で彼を虎の穴へいざなう。
ウォーゲームでタイガー（ナオト）との戦いに勝利した直後に来間ヒカリがダーク（タクマ）に話した内容によると、このイエローデビルは藤井大助との戦いを終えた直後から3年間、公式試合の出場記録は一切無く、それと同時期に現れたのがザ・サードであり、ファイトスタイル自体は異なるものの、体格や背格好も似ていたという。
ザ・サードがなぜイエローデビルと名乗っていたのか、そしてなぜマスクを脱ぎ変えたのかは不明。
イエローデビル（覆面ワールドトーナメント以降）
ナオトがタイガーマスクとなって以降に現れたものは、すでに3年前のイエローデビルとは別人に交代している。「覆面ワールドトーナメント」で「イエローデビル」のマスクを被り「インターコンチネンタルチャンピオン」として来日し、実力も非常に高かったが、その正体は3年前にイエローデビルと同時に来日していたビリーザキッドマンだった。
「ウォーゲーム」でも再びイエローデビルがエントリーしたが、この時はザ・サード自身も出場しており、最初から別人であることが予想されていた。実力も格段に下で、ダークに一方的に倒される。その正体は三笠海王であった（理由については三笠の記述を参照）。
いずれも覆面装着時の声は島田敏である。
キングタイガー ( King Tiger )
声 - 西脇保
初代アニメに登場した虎の穴の幹部レスラー「虎の穴の三人の支配者」の同名レスラーのリメイクキャラクター。初代アニメではスピード・パワー・反則技を併せ持つ「虎の穴」の集大成的最強レスラーとして三人の中では最後に登場したが、本作では打撃系の技が得意な総合格闘家となっている。タイガー以上の巨躯を持ちながら目にも留まらぬ連続技や超高角度のかかと落とし「ハンマー・オブ・キング」を繰り出し、隙の無い試合運びでタイガーマスクを追い詰める。
マーシャルアーツを使うというキャラクターの発想はザ・モンスターマンから来ている。
タイガー・ザ・セカンド
声 - 石塚運昇
フルネームは「ビッグタイガー・ザ・セカンド」で、「虎の穴の三人の支配者」の一人・ビッグタイガーの息子。身長175cmとレスラーとしては小柄な部類のため、「ビッグ」の名を継いでいなかった。これは彼の逆鱗になっており、来日記者会見で「ビッグという割には小さい」と揶揄した記者の声を耳ざとく聞きつけ、激怒して首を絞める暴挙に走っている（日本初試合戦以降、試合カード表記などでは「ビッグタイガー・ザ・セカンド」と名乗っている）。
上背はなくても体格自体は他の四天王に並び立てるだけのことはあり、鎧のような筋肉を身に纏い、そこから繰り出すパワーファイトが得意。ザ・サードとのスパーリングでも互角の攻防を行える実力者。日本上陸初戦では必殺技「スキュア（skewer・串刺しの意）」で永田を、三戦目では棚橋をKOしその実力を見せ付けたが、ベテラン選手のためスタミナには難があり、連戦による疲労とダークの必殺技をまともに受けたダメージでグロッキー状態になり戦線離脱する。
タイガー・ザ・ブラック
声 - 檜山修之
「虎の穴の三人の支配者」の一人・ブラックタイガーのリメイクレスラー。黒と黄色の反転した虎の覆面をかぶった黒人レスラー。身長195cm、体重374パウンド（約170kg）の巨漢で、初代のブラック＆ビッグとは体格が逆になっている。巨体ながら空中殺法も軽々とこなす他、柔らかい筋肉により相手の打撃技の衝撃を吸収してしまう。
いささか逆上しやすい性格で、新日との対抗戦では真壁と勝敗度外視の乱闘の末に、痛み分けの形で病院送りになった。

### GWM（グローバル・レスリング・モノポリー）
世界各国で興業戦争を仕掛け、テリトリーを拡大している巨大プロレス団体。劇中では「モノポリー」と略して呼ばれることが多い。
「虎の穴」の直轄団体 であるため所属レスラーの7割は虎の穴出身。また上位選手はほとんど全員がマスクマン で、かつ悪役（ヒール）レスラーが多いが、新人レスラーだとケビンのように完全なヒールにはなりきっていない者もいる。
ジパングプロレスへ対抗戦形式で所属レスラーを派遣した際、対戦相手を次々と怪我させた上、エースである藤井大助をイエローデビルが凄惨なやり方で再起不能の重傷を負わせたことが各方面から問題となり、日本から一時撤退せざるを得なくなっていた。
日本市場再上陸後に開催したスペシャルマッチ・覆面ワールドトーナメントやウォーゲームは成功しているが、通常興行は日本のプロレスファンに今一つウケが悪い。ミスXは対策として敵的存在のタイガーマスクを、あえて「客寄せタイガー」として使ったり日本人女子レスラー「キャンディペア」を投入するなど各種テコ入れを図っており、徐々に日本市場で勢力を増している。
ケビン・アンダーソン ( Kevin Anderson )
声 - 福山潤
GWMの若手レスラー。持ち前の陽気な性格でダーク（タクマ）やマイクとフランクに接する。特に長年苦楽を共にしたタクマに対する仲間意識と友愛は非常に強い。ワーグナーとして出場直前にミスタークエスチョンに手酷い敗北を喫し、「虎の処刑」執行の身となるが同じ身となったタクマの不屈の意志を知り、ヘル・イン・ザ・ホールへのエントリーを決意。タクマと組んで「地獄からの脱出」を目指し、最終戦のロボット兵器との戦闘で殺されかけたがオーディンの乱入と彼の使った火炎放射器による隙を突いて脱出に成功し、表舞台に復帰。タクマと地獄を共に生き抜いたことで文字通り「戦友」となり結束を強め、再来日後ウォーゲームに参戦、タクマと共に勝利を掴むために戦う。
ダークがザ・サードに敗れたのは直前の試合でタイガーに負傷させられたことが原因と考え、病院へ搬送されるタクマを追いかけてきたタイガーを罵る。当のタクマ本人はタイガーに対する遺恨は全くないにも関わらず、ケビンはその後もタイガーに対して深い怒りと憎しみを抱き続け、マスクマン「ミラクル2」としてタイガーを叩きのめす機会を伺っていたが「ミラクル3」と共に現れた新たなミラクルズのメンバーとしてそのタイガーマスクが参加したことに驚き、試合で倒せなくなったことへの憤懣からさらに怒りを募らせる。
その一方で、GWMを離脱し療養していたタクマの復帰にも期待しており、自分がミラクル2であることを明かしつつ、抹茶プリンや花束の差し入れに訪れていたが、ルリコとタクマの距離が近づいている様子を見た際には落胆していた。
後にダークが新日勢力側のレスラーとして参戦したことに激しい衝撃を受け、悲憤慷慨の末に自らミラクル2のマスクを捨てて、涙しながら素顔のケビン・アンダーソンとして戦うが、タイガーの新必殺技「タイガーファング」を受けてKOさせられ、病院送りとなった。
虎の穴壊滅後は自由となった身でタクマを追い、ルリコらと共に空港まで押し掛けたが再会はかなわなかった。
最終話ではミスXの『4つのS』のイメージ画として素顔のタクマと共に登場している。
ワーグナー
見た目はレトロヒーローのような、GWMのユーロチャンピオンという触れ込みのレスラー。正体は、覆面ワールドトーナメントに参加するために、ミスXの命令でケビンが変身した急造マスクマンである。タイガーとの戦いが組まれていたが、乱入してきたミスタークエスチョンに試合の権利を奪われそうになり、怒って叩き出そうとするも逆に返り討ちに遭ってしまった。その後、公式には「ミスタークエスチョンにKO され母国に帰国（二度と表舞台に現れることはない）」したということになった。
ミラクル2 ( Miracle Two )
ケビンが「ミラクルズ」の一員として他団体で戦う際の姿。マスクやスーツは後述する「ミラクル1・3」に準ずる（スーツの色はブルー主体）。

#### タイガーマスクと戦ったレスラー
オーディン ( Odin )
声 - 竹本英史
GWMパシフィックチャンピオンのレスラーであり、ナオトがタイガーマスクとして初めて戦った相手。粗暴な性格で、ミスXも彼の態度には良い感情を持っていない。
ミスXの「タイガーマスクを名乗る者は虎の穴にとって敵（であり倒さねばならない）」との命令に従い相対するが、肩を脱臼させられKOされる（ただし、試合終了を待たずにタイガーがその場を立ち去ったため、形の上ではリングアウト勝ち）。無様な醜態を晒した懲罰として、「虎の穴」本部に強制送還、「虎の処刑」を受ける身と成り果てる。
後にタクマやケビンが自分と同じ境遇に落ちても躊躇いもせずヘル・イン・ザ・ホール（ザ・ホール）へのエントリーを決意したのを見て、「ヤツらの好きにはさせん」と勢いで出場を決意。かつてタッグパートナーだったこともあるビリーと組んで表舞台への復活を目指す。その戦いで複数の凶器を手に姿を見せたレッドデスマスクの誘いに乗ったふりをするものの、その直後にレッドデスマスクに叩きのめされてしまい、気絶するがすぐに回復し、ロボット兵器に殺されかけたタクマたちを助ける形で最終戦に乱入。凶器の小型火炎放射器でロボット兵の行動を妨害するなど決定的な役割を果たす。
タクマたちと共にヘル・イン・ザ・ホールからの脱出に成功するが、ロボット兵の攻撃で片足を負傷し、療養のため生まれ故郷に帰郷した模様（#キャスリンも参照）。
故郷での穏やかな日々で心を癒した後に、陽気で気さくな性格となり、虎の穴壊滅後にプロレス界へ復帰後はタクマの相棒となってなる。タクマに恋人ができたことをニヤケ顔で冷やかすなど良好な関係を築いていた。
ガームーの旗揚げ戦はインターネット生配信で見て様々な表情を見せつつ、最後は「前途多難だな」と呟いている。
彼の本名は「ヘンリー」で、ハイスクールのレスリング選手からプロレスラーとしてGWMに入り、スター選手になったという。
ブラック・パイソン ( Black Python )
声 - 高塚正也
アニメ第1作目に登場したブラック・パイソンとは別人のGWMイギリスチャンピオン。関節技の戦いを得意とする。「虎の穴」がタイガーとの一騎討ちをさせるため緊急来日させたが、腕慣らしのつもりの前哨戦でダークとタッグを組み若松&タイガー組と戦った際にKOされてしまった。
のちにザ・ホールに出場するが、ケビンとタクマの合体技に一人では分が悪く負けた。
レッドデスマスク ( Red Death Mask )
声 - 三浦祥朗
「虎の穴」が明確にタイガーを潰すために戦わせた事実上の刺客第1号。アニメ第1作目に登場した「赤き死の仮面」のリメイクレスラー。初代のような反則魔ではないが、大人の頭蓋を掴み潰しかねない握力と、そのままその体を片手で軽々と持ち上げるほどのパワーを活かしたクロー技で、相手を血に染める残忍な戦いを得意とする。
タイガーに負けた後、「ザ・ホール」にエントリー、一人で頂点を目指すもののその冷笑的かつ残酷な言動でタクマやビリーの怒りを買ってしまい、3人を同時に相手にする羽目となって叩き潰されてしまう。
ビリーザキッドマン ( Billy The Kidman )
声 - 安元洋貴
「イエローデビル」の節に記載していたとおり、覆面ワールドトーナメントでイエローデビルとして戦っていたレスラー。劇中では過去ミスターXにマスクを与えられた場面が彼の回想として描かれており、その時より彼がイエローデビルという扱いになっていた模様。ジパングプロレスとGWMの対抗戦興行では（当時の）イエローデビルと共に素顔で出場していた。
覆面ワールドトーナメントではドラゴンヤング（若松龍）を赤子の手をひねるように苦も無く倒し、イッツザエース（棚橋弘至）にも、彼が負傷していたということを差し引いても易々と勝利、その実力を衆目に見せつける。本家イエローデビルの得意技であるデビルトルネードやアルゼンチンバックブリーカーを使いこなす他、オリジナル技の「ハングマンクラッシュ」を持つ。
ファイナルマッチでは当初タイガーを圧倒するも、起死回生の「名無しの必殺技」を見舞われ敗北。興奮状態にあったタイガーがマスクを剥いで観客たちの面前で素顔を暴かれる（この際、観戦していた大助が自分を倒したイエローデビルではないことを確認している）。激昂するタイガーにミスXは「マスクマンの中身が変わることはよくあること」と（後に真実を語っていたことが分かるが）、なあなあで済ませた。
その後、「ザ・ホール」にビリーとして素顔で参戦、オーディンと組み再び復活を目指すが、レッドデスマスクを倒すと同時に襲い掛かったタクマとケビンに倒されてしまう。
ビッグフット ( Bigfoot )
声 - 福原耕平
覆面トーナメント終了後、虎の穴がタイガーへの刺客として久々に用意した「超大型」マスクマンレスラー。身長2m20cm体重240kgという常識はずれの圧倒的な体躯とスタミナを誇り、これまで何人ものレスラーを試合開始から5分以内に得意技のベアハッグでKO決着、病院送りにしてきた。拳太郎はかつて初代タイガーが戦った巨漢レスラー・ゴリラマンと同じようなパワー一辺倒のタイプと見定め、ナオトにスピードとテクニックを重視した対策を指示したが、意外にグラウンドテクニックも優れており苦戦する。だが、とっさにタイガーが繰り出したバックドロップにより自重の衝撃をモロに喰らって負けた。
その後、本国でザ・サードと試合をするが、いとも簡単にあしらわれて負ける。
エル・カラカス
声 - 蟹江俊介
メキシコプロレス界出身のマスクマン。タイガーと試合をするが敗北（特に刺客の命を与えられた訳ではなく、普通の試合）。GWMには引き抜かれる形で入っており、この情報を聞いたタイガーは試合後に「地元に帰ってやれ」と（ナオト的には好意で）進言するが偶然やり取りを聞いたダークには勝者の驕りにしか聴こえず、ついタイガーに口を挟んで手も出して小競り合いに発展。タイガーとの間に明確な確執が生まれるきっかけとなった。
ユニバーサルマスク ( Universal Mask )
声 - 高塚正也
アニメ第1作目に登場した同名マスクマンのリメイクレスラー。体操的な体技を使い、彼の周囲にだけ重力が存在しないかのように飛び舞うファイトスタイルから、「宇宙仮面」の異名を持つ。当初は後述する「ミラクルズ」の一員「ミラクル4」として新日のマットで戦っていたが、MAXドームで組まれたタイガー戦において真の姿を現す。
この戦いでは、タイガーがザ・サードに対し暴力行為を行ったことへの制裁的要素が付加されていたため、あからさまに彼に有利なギミック が施されたスペシャルリング「スノードームスタジアム」が組まれた。当初はこれを使いタイガーを一方的に叩きのめしていたが、試合の解説役だったふくわらマスクがタイガーに助言を与え攻略のヒントを得たことにより、ギミックを逆に利用されてしまう。最後は超高々度エルボードロップを見舞われ、敗れ去った。

#### その他のGWM男性レスラー・関係者
マイク・ロドリゲス ( Mike Rodríguez )
声 - 内匠靖明
ケビン・ダーク（タクマ）とは虎の穴で概ね同期だったレスラー。他のGWMレスラーと対立しがちなダークを放っておけず、ケビンと共に気に掛ける。マスクマンでは無いためワールドトーナメント本戦には絡まなかったが前哨戦などで順当に勝利を重ね、タクマとケビンが虎の処刑送りとなった後も日本に残り、MAXドームの興行に参戦し続けた。しかし復帰し日本に戻ったダークとの一騎打ちに敗北する。
人当たりの良い好漢でもあり、タイガーへの憎しみを暴走させるケビンを不安視していた。
タイガー・ザ・ブラックのトレーニング相手を務め、その桁違いの実力に戦慄する。
ルリコがGWMのメディカルスタッフとして入社したときには汗だくの姿でアプローチを掛けるものの、ミスXに一喝される。
ミラクルズ ( MIRACLES )
GWMが本格的に日本マットを制圧するため、他団体へ殴り込みをかける先兵として結成したマスクマン軍団。当初は「ミラクル1」だけだったが「俺たちは増殖する」という1のアピール通り、「2」・「3」・「4」とメンバーを増やし続け、一時期はザ・サードとの対戦を組む契約を餌にされたタイガーマスクまでも軍団入りした。
ミラクル1 ( Miracle One )
声 - 三浦祥朗
ミラクルズメンバー第1号（スーツの色はレッド主体）。新日がGWMの息がかかっていると知らずに招いた。当初は陽気なレスラーという触れ込み通りの明るいキャラクターだったが、GWMが新日マット制圧の野望を現わすのと歩調を合わせ、反則攻撃を嬉々として行う無法なラフファイターに変貌。リーダー的存在として他のメンバーたちと共に暴れまわる。
実力的には一流だがザ・サードやザ・セカンドほどとは言えず、対オカダ戦ではミスターXから勝利ではなく消耗させることを期待されていた。しかし試合の駆け引きは巧みなほうで、オカダとの試合ではいきなりの毒霧で目潰しを成功させ、試合の流れを一気に自分優位へ持っていく。敗北はするもののオカダの右腕を決定的に痛めつけることに成功し、ザ・サードと戦えない状態へ追い込んだ。
ミラクルズで唯一、特に正体についての言及がされなかった。
ミラクル2 ( Miracle Two )
声 - 福山潤
詳細は#ケビン・アンダーソンを参照。
ミラクル3 ( Miracle Three )
声 - 武虎
ミラクルズメンバー第3号。マスクやスーツは「ミラクル1・2」に準ずる（スーツの色はグリーン主体）。その正体は虎の穴本部で働くGWMコーチのオコーナーだった。「レスリングマスター」の二つ名通り、あらゆるレスリング技を知りつくした知識と長年の戦歴に裏打ちされた技の応酬を得意とする。その一方で、日々進化する新たなプロレス技に対応しきれていないという弱点があり、それをナオトに見破られている。
ミラクル4 ( Miracle Four )
声 - 高塚正也
ミラクルズメンバー第4号。マスクやスーツは他のメンバーに準ずる（スーツの色はライトブラウン主体）。
真の姿であるユニバーサルマスクについては上記を参照。
ボスマン ( Bosman )
声 - 浜田賢二
「虎の穴」出身。鍛え上げたマッシブな肉体と、ドラム缶を抱き潰すほどの怪力を誇る。最近頭角を現してきたダークを生意気だと感じ、本国で開催された興行で「シメて」やろうとする。しかしダークに2度も試合で敗れ、ミスXよりローカルテリトリー行き（いわゆる「2軍落ち」）を通告された。
その後、ウォーゲームに参戦。遺恨あるダークをドッグ&ブルと3人がかりで集中的に攻め立てるもケビンに邪魔され、これと言った結果を残せずに終わった。
ドッグ ( Dog )、ブル ( Bull )
声 - 根本幸多（ドック）、榎木淳弥（ブル）
非・「虎の穴」出身。2人ともダークの先輩筋にあたるが、無愛想な上に対戦相手を潰すようなファイトをするダークを快く思っておらず、良くも悪くも虎の穴出身ではない「普通のプロレスラー」らしい考え方の持ち主。ボスマンと共にウォーゲームに参戦している。
ボビー・ニュートン、アレク・マイヤー
声 - 赤羽根健治（ボビー）、私市淳（アレク）
虎の穴でタクマ・ケビン・マイクと同期で卒業試験に合格した若手レスラー。GWMではミスX直属の部下として様々な対戦を行う（一例としてはGWM覆面ワールドトーナメントの前座試合など）。
コックス ( Cox )、ファントム ( Phantom )
ザ・ホールに参加していたレスラー。何らかの理由で虎の穴を裏切ったらしい。
米国アナウンサー
声 - 乃村健次
GWMの試合を実況するアナウンサー。『GWMニュース』のキャスターも担当。常に明るくエキサイトな実況をし、タイガーを始めとする非GWM選手に対しても特に分け隔てはしない。
ファイナルウォーズでGWMチームが敗北した際は力を失くした声でGWMのこれからのことを気にして、ふくわらマスクに「大変だね」と心配されている。
レフリー（米国）
声 - 落合福嗣
GWMの試合に主に登場するレフリー。
オコーナー
声 - 武虎
GWMのコーチ。虎の穴本部の地下にいる禿頭の男であり、虎の処刑を受けるレスラーの監視・仕置きを担当するレスラーへのコーチングなどを担当している。

#### ディーバ（女子レスラー）
GWMには女子レスラー（いわゆる「ディーバ」）も所属しており、主に男性レスラー戦の幕間的な試合を担当。身体もレスラーとして遜色ないレベルに鍛えあげ、殺伐としたリングの上で華麗な戦いを繰り広げる。
クイーン・エリザベス ( Queen Elizabeth )、ペイン・フォックス ( Paine Fox )
声 - 前田愛（クイーン）、永野愛（ペイン）
金髪で白と青緑のコスチュームがクイーン、赤髪で黒系のコスチュームがペイン。
覆面ワールドリーグ戦ではファイナルマッチ前の幕間戦に登場。レディにあらかじめ10分間と通告設定された試合時間 をハイスパートな展開で客を沸かせて5分半程度で決着、ペインを倒しクイーンが勝利した（だがクイーンも直後にダウン）。
その後、新たに創設された女子タッグ王座の決定戦でタッグを組み出場、対戦相手のキャンディペアに圧勝し王座に就く。その後の再戦においては体調を崩したミルクに替わってスプリングタイガーが出場する中、クイーンのタッグを組む相手も急遽Xウーマンに変更されるが、試合はXウーマンがスプリングタイガーとの勝負で疲弊したところをミントに敗れる形で敗北に終わった。
ミスXが立ち上げたガームーの旗揚げ戦にも参戦し、クイーンはミントと、ペインはミルクと対戦する。クイーンはミントに敗れるもののペインはミルクに勝利した。そのペインは対戦中に前回の再戦前に体調を崩したミルクのことを心配していた。
ミルク ( Milk )、ミント ( Mint )
声 - 飯塚雅弓（ミルク）、池澤春菜（ミント）
タッグユニット「キャンディペア」を組む日本人女子レスラー二人組。共に春奈のひとつ上の20歳。プリティなコスチューム を着て激しいバトルをすることで日本の男性プロレスファンなどに人気がある。タッグ王座決定戦にてクイーン&ペインと対戦するが、体格の差は如何ともし難く良いところを見せられず惨敗。バックヤードで悔し涙に濡れた。
その後クイーン&ペインと再戦が組まれた際、試合直前にミルクが体調を崩し、代わりのレスラーの確保もできなかったため、急遽春奈がスプリングタイガーとして出場した。この件により春奈と親しくなり、プライベートでも良き友人関係を築いている。
GWMの日本撤退後、ミスXが旗揚げしたガームーの所属選手となる。
キャラクターデザイン・香川久によるとモデルはブリバトの沙紀と瑞希。
マザーデビル
声 - 小松由佳
有力な女子プロレス団体・ゴールデン女子プロレスのトップレスラー。ガームー（GWM）のプロレスラーとなった春奈の相手にして最強の女子プロレスラー。
実力者であり、打撃技、組み手、見切りの全てに優れ、巧みな作戦と魅せるプロレスをも意識した試合運びを怠り無く進める名レスラーでもある。
素人同然ながらも驚異的な身体能力で縦横無尽の打撃技を繰り出す春奈の実力を冷静に評価する一方、的確な戦術で反撃に転じ、敗北の一歩手前まで追い詰めた。

### その他のレスラー・関係者
ふくわらマスク
声 - 塩屋浩三
「東北の笑い神」の異名をとる、フリーの覆面レスラー。「おたふくの福笑い」を模したコミカルなマスクを被り、ひょうきんなファイトスタイルで広く人気を得ている。タイガーとは新日の興行に参加した際に初めて相対し、流血すると普段とは打って変わった高度な格闘の実力を垣間見せるが、本人はそれを隠すような態度をとっている。
GWMの覆面ワールドトーナメントにも参戦しダーク（タクマ）と初戦で相対した際にも勝利より自身のスタイルを貫き敗れるが、観客にはおおいにウケた。ミスXすらも「たまにはこういう試合もあっていい」と評価しているかのようなコメントをし、これ以降GWM絡みの仕事が多くなる（覆面ワールドトーナメント中は解説者として、その後の通常興行ではマイクとシングルマッチをする）。
ウォーゲームにもタイガーのたっての願いによりチームを組んで参戦。ザ・サードと組み合った時、お互いマスクを付けているにも関わらず、サードのことを「（やはり）アンタか」と呼び、彼が真のイエローデビルだと察してタイガーにその事実を告げている。
ホームグラウンドとしている、ひなびた某・地方の温泉街の寂れた商店街を盛り上げるために自主興行を開催したこともあり、タイガーやスプリングタイガー（春奈）のみならず新日レスラーまで事後承諾で参加をでっちあげ、選手たちの機嫌を少々悪くさせるが、結局は許されてしまう得な人柄を持っている（自主興行は大成功をおさめている）。
その正体はかつて虎の穴でコーチを務めたレスラーであることが明かされている。「虎の穴」を脱退するに至った時期や経緯は不明であるが、その理由のみ「なぜだ」と問うてきたザ・サードに対する返答として「イヤになったからだよ」と、ふくわら本人によって明言されている。また一度だけ素顔らしい人物が登場し、イエローデビル初来日の折にGWMのレスラーとしてリングに上がっていた「ケイジ田中」と似ていたが、明言はされないまま終わっている。
虎の穴壊滅後はタイガー（ナオト）の友人としてタイガーの秘密鍛錬所に通うようになる。
素顔のビジュアルモデルはグレート東郷。
三笠海王（みかさ かいおう）
声 - 川津泰彦
かつてジパングプロレスに所属していたレスラー。一応ナオトとタクマの先輩だが、威張っている割に実力は今一つというのが二人の評。ジパング解散後フリーになりGWM日本再進出興行第一弾のメインイベントに招聘、オーディンの対戦相手となるが、控室で不相応な大試合にビビリまくる。そこに現れた高岡拳太郎の「タイガーマスクに試合を譲れ」との誘いに乗っかり、表向きは「体調不良」という形でそそくさと会場から去っていった。
以後も優勝賞金目当てで「ポセイドン」になったり（後述）、ザ・サードの計略でダークやタイガー用の囮として「イエローデビル」のマスクを付けウォーゲームにエントリーするなど、金のためなら何でもする三流レスラー的な扱いで登場している。
ポセイドン
海王が覆面ワールドトーナメントに参加するために急きょなった即席マスクマン。1回戦でイッツザエースと対戦するが、いいところ無くあっさりと敗北。バックヤードでマスクを床に叩きつけるかのように投ぎ捨て会場を去った。その後トーナメントに敗退した者同士の対戦カードが組まれたことにより、ドラゴンヤングとタッグを組み出場するが、急造タッグのため全く良いところなく負けた。
ミスター？（ミスタークエスチョン）
声 - 西村知道
覆面ワールドトーナメントに乱入、タイガー（ナオト）に戦いを挑んだインドのマスクマン。半世紀ほど前に同名のマスクマンが存在し、初代タイガーと戦ったこともある。
バネのような瞬発力から生み出される打撃技で瞬時にワーグナーを昏倒させ、ヨガを応用した骨が無いかのような軟体を駆使するファイトスタイルでタイガーの関節技を封じこめて苦戦させたが、急速に疲労の色が濃くなって動きが鈍り一瞬のスキができたため、タイガーにすかさずロコモーション式ジャーマンスープレックスをキメられ、敗北。
試合後タイガーと二人きりで歓談、自身の正体を「先代の弟子」と明かす（本名は不明。高齢のベテランレスラーであった）。老骨にムチを打ち参戦したのはタイガーマスク復活の報がインドにも届き、新たなるタイガーの実力を見極めたいとの思いからであった。その際、タイガーに「必殺技」の会得を進言する（#必殺技も参照）。
ゴリラージェットシン ( Gorilla Jeet Singh )
声 - 江川央生
GWMとは関係ない外国人レスラー。中近東の海賊のような恰好で半月刀を振り回し対戦相手のみならず観客までも恐怖のどん底に叩き込む。「ドバイの怪人」「狂えるゴリラ」とも形容される暴力的なキャラクター設定は公私の別なく徹底しており、控室に生ハムと焼うどんの二人が挨拶に来た時も会場と全く同じように接し二人を怖がらせた。
ザ・サボテン ( The Saboten )
声 - 岩田光央
メキシコから新日の興行へ参加するために来日したレスラー。リングネームの通り、サボテンを模したマスクを着けている。
マミーの命令（後述）でタイガーにあの手この手の策を仕掛けるがことごとく失敗。最後の手段としてサボテンを凶器にし反則プレイで一矢報いようとするが、あっさりタイガーにかわされリング上にいたマミーの臀部にトゲが刺さる。彼女は激怒し試合どころではなくなりノーコンテストに終わったが客には大いにウケ、会場にカネの雨（おひねり）が降った。日本の牛丼を気に入り、移動時のバスに大量の弁当を持ち込んで飽食していた。
マミー ( Mammy )
声 - 堀越真己
メキシコの中年女性プロモーター。息子であるザ・サボテン（以下「息子」）のエージェントも兼ねる。本名は劇中で呼ばれず、息子が「母親」の意で「マミー」と呼ぶ。息子の試合ではセコンドとしてマリポーサ（蝶）の仮面を付け、リングにも上がる（動きやすいようにレスラースーツを着る）。
新たなるタイガーマスクが日本で人気と知り、GWMの侵攻で壊滅状態にあるメキシコプロレス界を蘇らせるため自国に呼ぼうと息子の来日に同行。春奈と「タイガーと息子の試合でコッチが勝てば格安のギャラ（1マッチ交通宿泊込みで5万ペソ）でメキシコに来てもらう」という口約束を交わす。
勝利を確実なものとするため、息子にタイガーを事前にケガさせる工作をするよう命令するが前述のとおり失敗に終わった。
対戦以後は春奈と連絡を取り合ってる模様で、GWMに引き抜かれたエル・カラカスとの対戦時には彼の情報と彼の抜けた地元の団体の窮地を教えている。のちの虎の穴壊滅後はタイガーを息子の相棒に迎える。
バイパー高城（ - たかぎ）
声 - れいみ
ふくわらマスクの自主興行において、スプリングタイガーとタッグを組んだ女子レスラー。体格が良い。
ガームーの旗揚げ戦のオープニングマッチでXウーマン(ミスＸ)と対戦、圧倒的な強さを見せた。
ビジュアルモデルはさくらえみ。
うなぎマスク
声 - 深川和征
インディーズ系団体「はまなこプロレス」所属レスラー。ふくわらマスクの自主興行に参加する際、自分の団体のリングも貸す予定で興行会場に向かっていたが渋滞に巻き込まれ、参加を断念（なお興行は永田裕志が新日のリングを超特急で会場に運ばせたので、無事開催できた）。
ミスター・NO（ミスター・ノー）
最終話の最後でタイガー（ナオト）と対戦するレスラー。対戦直前で物語が終了したため、正体も含めた本作での詳細及び虎の穴との関連性は明らかになっていない。第1作にも色違いではあるが同じ姿のレスラーが登場しているため便宜上旧作の名前で記載する。
第1作同様頭部が球状で首元に「NO」の文字はあるが、本作では全身が銀色で赤のV字レオタードとブーツを着用している。

### その他
伊達直人（だて なおと） / タイガーマスク（初代）
『W』の時代から遡ること半世紀ほど前、「タイガーマスク」を最初に名乗って闘った青年。
本作でも彼の生きざまを友誼のあった高岡拳太郎 が東ナオトに語ったりするなど、その存在は随所に登場する。
タイガー・ザ・グレート ( Tiger The Great )
初代タイガーと最後に戦った、旧・虎の穴ボス。ザ・サードは前述の通り自身を彼の孫と称している。
来間ヒカリ（くるま ヒカリ）
声 - 橘田いずみ
プロレス雑誌「月刊プロレスワールド」の女性記者。当代のタイガーに初代タイガーとの関係についてインタビュー後、同時期にデビューしたタイガー・ザ・ダークにもインタビューしたことで、徐々に「二頭の虎」を意識して取材を行うようになっていく。
ガームー旗揚げ戦では解説を引き受けている。
実況アナウンサー
声 - 島田敏
今作での実況アナウンサー。メガネをかけている。主に新日主催の興行に登場するため、GWM主催試合の多い本作では出番は少な目。新日の興行以外でもふくわらマスク自主興行やガームー旗揚げ戦でも実況を担当している。

生ハムと焼うどん
声 - 西井万理那（本人） / 東理紗（本人）
第6話に登場した（実在する）異色のアイドルユニット。新日の興行ゲストとして呼ばれた際、SNSに少々ネタっぽく「プロレスには興味がないけど仕事で仕方なく歌うことになった」と書き込んだら、観客の女性プロレスファンがそれを見付け、会場の雰囲気が険悪になる（その後はゴリラーの乱闘騒ぎやオカダの取り成しでどうにか落ち着く）。本来はそれなりに真面目な娘たちであり、仕事が終わった後はキチンと関係者に挨拶をした。冒頭でタイガーマスクの悪口を言っており、それを耳にした彼は内心複雑であった。
彼女たちの出演はテレビ朝日の深夜帯アイドル音楽番組・『アイドルお宝くじ』で本作の宣伝企画として実施した「タイガーマスクWのキャラクターになれる権」を獲得したことにより実現したもの。
琉那
声 - 下地紫野
沖縄県在住。祖父（声 - 中博史）と新日の地方興行を見に来た少女。祖父は初代タイガーマスクの現役時代にはプロレスが大好きだったらしい。
エヴァンス ( Evance )
声 - 沢木郁也
ヘル・イン・ザ・ホールを観戦する大富豪の一人。リピーター（常連客）のようでミスターXやザ・サードとも顔なじみの模様。老境の域にあるが達観などとは全く無縁で、貪欲に愉悦を追及する。今回もレスラーたちの生死をかけた戦いを喜々として楽しんでいる。
ハイテク兵器産業キャピタル・ダイナモ社のオーナーでもあり、ヘル・イン・ザ・ホールにおいて人間に偽装したロボット兵器「ブラックアウト」を投入するが予想外の事態により暴走したブラック・アウトに殴打され、吹き飛ばされた。
キャスリン
声 - 白石涼子
オーディンの故郷に住んでいる恋人らしき女性。声と影のみで姿は描かれてない。オーディンはザ・ホールのエントリー選手待機部屋（ほぼ牢屋）に届けられた彼女からの故郷の麦が同封された手紙を読み、思わず感極まっていた。そして、すべてが終わり帰郷した彼を優しく抱擁する。
半田一誠（はんだ いっせい）
声 - 真殿光昭
武道「嵐柔剣流」の祖・嵐虎之助の技と精神を受け継ぐという噂の男。新しい必殺技を模索するナオトが、初代タイガーに修行を付けた虎之介の存在を知り、何か掴めるかもと思い道場のある京都に赴いた際、最初に（タイガーとして）出会った。その際は高徳が柔剣流三代目と知って適当にお茶を濁し退席したが、後に高徳が見掛け倒しと判り、改めてタイガーは野試合を挑む。彼は普段の飄々とした態度を一瞬だけ変えて奥義「払捨刀」（ほっしゃとう）を放ち、勝利することで相手の油断を誘った上で虚をついて勝ちを制する戦い方を教えた。
嵐高徳（あらし ごうとく）
声 - 麻生智久
嵐柔剣流の三代目師範。道場を訪問してきたタイガー一行に対し、いかにも「達人」然とした態度で相対し講釈を述べるが、本当は武よりも詐術のほうが達者な男。上手いことを言ってタイガー・ふくわらに金を無心 するなど素行の悪さが目に余ったため、柔剣流幹部連の総意により師範を降ろされ、破門の憂き目に遭う（後継には半田が就いた）。
嵐虎之介と酷似した容貌で嵐姓を名乗るが本名は馬野オサムといい、虎之助の実子ではない。
次回予告ナレーション
これまでのシリーズでは実況アナウンサー役の声優が次回などのナレーションも兼ねていたが、今作では基本的に東ナオト（役の八代拓）が担当する。ただし回によって主役的立ち位置のキャラクターがタイガー以外の場合は、そのキャラクターが行う場合もある。
後者のパターンでは藤井タクマ（役の梅原裕一郎）が必然的に多いが、 第16話では真壁刀義が、第17話では高岡春奈（役の三森すずこ）が、そして第37話ではミスＸ（役の小林ゆう）が次回予告を行っている。

### ドラマCDの登場人物

#### 虎の穴の精鋭軍団
ミスXが集めた往年の大悪役レスラーたち。タイガー・ザ・ダークに率いられ、MAXドーム地下特設会場でタイガーマスク率いるチームと5対5の10メンタッグマッチを行う。レディからは「虎の穴が誇る怪しさいっぱいの怪奇派マスクマンたち」、春奈からは「昭和の香りがプンプンする顔ぶれ」と言われている。この戦い自体はナオトが見た夢の中の出来事。
ミスター・ノオ
声 - 服部想之介
精鋭軍団で最初に名乗りを上げたレスラー。試合前にタイガーの頭を叩き割ってやると豪語するが、10メンタッグマッチでは目立った活躍はなかった。
エジプトミイラ
声 - 平井啓二
体に包帯を巻いたレスラー。包帯の中に麻酔薬を仕込んでおり、粉塵を舞い上がらせることでグレート・ワカを場外へエスケープさせる。
キングサタン
声 - 深川和征
10メンタッグマッチで先発として登場したレスラー。スタン・ショックにチョップの連打を繰り出すがかわされる。終盤でタイガーにジャーマンスープレックスを決められ、そのままホールドされてタイガーマスク組の勝利となる。
ゴールデンスター
声 - 落合福嗣
鉄の牙を仕込んだ特別製のマスクをかぶったレスラー。ストロング・レッドとの力比べは互角だったが、鉄の牙による咬み付き攻撃でストロング・レッドの顔面を真っ赤に染める。

#### 湘南乃風
ダーク率いる精鋭軍団に対し孤立無援だったタイガーに加勢した謎の4人のレスラー。それぞれ思い思いのコスチュームに身を包んでいる。試合終了後に走り去り、タイガーに「まるで吹き抜ける一陣の風」と言われるが、春奈に「まるで吹き抜ける湘南乃風」と訂正される。
ストロング・レッド
声 - RED RICE
「赤い破壊マシーン」の異名を持つレスラー。ゴールデンスターと手四つの力比べを行う。終盤ではゴールデンスターをアルゼンチン・バックブリーカーで担ぎ上げ、リングに叩きつける。
グレート・ワカ
声 - 若旦那
「天空の支配者」の異名を持つレスラー。エジプトミイラに逆水平チョップをたたき込み、グリーンミストを吹きかけることで粉塵攻撃を封じる。終盤ではエジプトミイラにムーンサルトプレスを決める。
スタン・ショック
声 - SHOCK EYE
「ミスターサイレントキリング」の異名を持つレスラー。10メンタッグマッチで先発として登場し、キングサタンに先制のエルボー攻撃を食らわす。終盤ではキングサタンをスリーパーホールドでとらえる。
キラー・ハン
声 - HAN-KUN
「リング上のファンタジスタ」の異名を持つレスラー。ストロング・レッドのピンチに他のレスラーと共にノータッチで飛び込んだことで、10人が入り乱れた混戦状態となる。終盤ではミスター・ノオに走り込んでの高速フェイスバスターを決める。

## 用語
タイガーマスク関連
虎の遺産（とらのいさん）
東ナオトが高岡拳太郎から譲り受けた、タイガーマスクの覆面 とマント。および、それに付随した富士山麓にある鍛錬所（通称「富士の穴」。#過去作との関わりを参照）の使用許可。
初代タイガーマスク・伊達直人が消息を絶ってから半世紀近く経った現在、鍛錬所の巨像は朽ちて倒れ、付近は熊も出没するほどの荒れ野と化しているが、地下の施設は虎の穴復活に備えて拳太郎が近代的設備に改修し、維持されていた。
ジパングプロレス壊滅後に拳太郎と知り合ったナオトは、「虎の穴」とGWMの関わりやタイガーマスクの大まかな伝説を聞いた後、地下施設に秘蔵されていた覆面を引き継ぎ、「虎になる」ことを決意した。
高岡は鍛錬所の使用について「虎の穴との関わりが無い者」、「レスラーである者」の2点を絶対条件としており、最初の点については後にタクマが虎の穴との決別を決意したことで使用許可を出したが、タクマに随行したルリコへの入場に際しては2点目を説明し頑として認めなかった。
男の根性（おとこのこんじょう）
本作におけるキーワードの一つ。元々は第1作目オープニングでの2番（フルコーラス版では3番）の歌詞の一部である。劇中での初出は第1話の対イエローデビル戦で藤井大助が発したものであり、その闘志を受け継ぐかのように、度々ナオトも心中で「男の根性、見せてやる！」のような言い回しで唱え、窮地を脱している。
黄色い悪魔（きいろいあくま）
英語にすると「Yellow Devil 」だが、日本語にした場合はタイガーマスクを蔑するニュアンスで用いられる。これは初代タイガーが虎の穴レスラーだった頃、組織で教え込まれた「反則おかまいなしのファイトスタイルとその無類の強さから」誰ともなく侮蔑と畏怖を込めて「黄色い悪魔」と呼んでいたことに由来する。
初代タイガーが虎の穴を抜け正統派レスラーに転じた後は死語となっていたが、ナオトがGWMと契約し、ラフファイトを連発するようになった ことで「黄色い悪魔」は時を超えて蘇り、観客からの罵声を浴びるようになる。

ロシモフ
富士山麓の鍛錬所に備え付けてある、拳太郎が独自に造った練習用ロボット。外部からのプログラミング操作で本物のレスラーには及ばないがそれなりに動ける。ナオトがタイガーマスクとしてデビューする前は主にロシモフを相手として技を磨いていたが、新日と縁を持ち人間のレスラーと練習できるようになってからは使用することも少なくなった（ナオトよりボディが大柄なので、対ビッグフット戦を想定した体さばきのシミュレートなどで時おり使用）。
虎の穴・GWM関連
虎の処刑（とらのしょけい）
虎の穴に所属するレスラーが大試合で外部組織の所属レスラーに敗北したり、組織に対して何らかの問題行為を行った際に執行される懲罰的な仕置き。劇中ではオーディンがタイガー（ナオト）に無様な敗北を喫したことで本国に強制送還された後に執行。
仕置きの方法は様々あるようだが、一例としては有望な虎の穴出身レスラー（劇中ではタクマ・ケビン・マイク）が強烈な技を四六時中（休憩・リカバリー無しで）かけまくる（一応、彼らが新しい技を編み出すため我が身を差し出すという名目になっている）。もちろん反撃は一切認められない。
ヘル・イン・ザ・ホール
「虎の処刑」を受ける身となったレスラーたちが再び表舞台に立てるチャンスを得られる唯一の方法。「ザ・ホール」と略されることもある。
存在が劇中で明かされた当初は虎の処刑すら生ぬるく感じる「地獄」とのみ示唆されていたが、タクマとケビンがエントリーした際に彼らの勝敗を賭博の対象としてデスマッチの連続試合を強いられるノールールで相手を倒すごとに凶器が渡され、それの使用もありの過激で過酷なバトルロイヤルと明かされた。その戦いは「観客は大金を、選手は命を賭けた」地下プロレスとして開催。闇の試合であるため出場レスラーは試合の結果が生死に関わるものであっても罪に問われない。
なお実際の試合場は某国の荒涼とした山全体が使われ、別々の位置に放たれた選手同士は、相手に遭遇したら戦うも良し（逃げ切れるものならば逃げるも良し）、組んで他者に挑むも良し（と見せかけて裏切るも良し）。とにかく山の頂上にたどり着いてそこにいる「門番」を倒せばクリア。晴れて自由の身となれる（なお賞金も出る）。
ブラックアウト
「ザ・ホール」において、外界に通じるゲートのカギを持つ「地獄の門番」役。人間ではなくエヴァンスの所有する企業が開発した自立歩行型兵器（エヴァンスいわく「わかりやすく言えばロボット」）。
その行状と顛末については#ストーリーの節や#エヴァンスなどの記述に詳しく書いてあるのでここでは省略。
MAXドーム（マックスドーム）
GWMが本格的な日本プロレス界の制圧拠点として千駄ヶ谷に建設した巨大な常設会場。
オープニングツアー（こけら落とし興行）として「覆面ワールドトーナメント」が開催された。
ドーム内には複合商業施設やホテルなども併設されており、ホテルには来日したGWM所属のレスラーも宿泊する。
虎の穴壊滅後はGWMの日本撤退により売却された。
興行関連
覆面ワールドトーナメント（ふくめんワールドトーナメント）
英称「 THE MASKED WORLD TOURNAMENT 」
MAXドームのオープニングツアーとして開催されたトーナメント。マスクマンレスラーであることがエントリーの最低条件で第1作目で開催された「ふく面ワールドリーグ」を彷彿とさせる名称のため、ミスタークエスチョンが乱入時「いっそリーグ戦にでもするか?」と発言している。
様々な事情により参加したレスラーの半分は即席マスクマンであるが、トーナメントを開いた真の理由は必ずエントリーしてくるであろうタイガーマスクをGWMレスラーに徹底的に叩きのめしてもらうためだったので、タイガー戦のほかはさほど重要ではない。
最終的にタイガーが優勝し賞金10万ドルを手にしたが、それが目的でなかったナオトは全額寄付してしまい、そのことを後で知った春奈は大いにガッカリした。
ウォーゲーム
GWMジャパンが開催したビッグトーナメント第2弾。「究極のトーナメントバトル」という触れ込みで優勝賞金も破格の100万ドルが用意され、世界中から総勢80名近くのレスラーが参戦した。
特設リングは八層のバトルフィールド が重なったピラミッドのような状態になっており、レスラーは一つ勝つごとに層を登り、最終的には頂上で試合が行われ 生き残ったものがトーナメントを制する。
当初、優勝者はザ・サードへの挑戦権を得られることになっていたが、彼の強い希望により自身も参戦。その際、「自分に勝った者には（GWM世界ヘビー級チャンピオン）ベルトを与える」と観客に宣言、チャンピオンの座を争奪する側面も付与されている。これはサードの独断で発言したものでミスXは彼の勝手な振る舞いに苦渋しつつも「チャンプの発言は絶対」としてこれを追認しているが、サードが優勝しチャンピオンの座は揺るがず終了。この約束は空手形に終わった（なおサードが100万ドルを手にしたかどうかは劇中で描かれていないので不明）。
ファイナル・ウォーズ
日本における地固めを完了したと判断したGWMが、完全制圧の総仕上げとして新日に仕掛けた両団体対抗戦シリーズの総称。
前哨戦を経てMAXドームで行われた最終決戦では、両団体より選ばれた精鋭5人がシングル・タッグマッチなど5つの試合を行い、総試合中3勝した団体が負けた団体のチャンピオンベルトを総取りし、タイトルマッチを思うままに組める権利を持つ。GWMが勝てばベルトが奪われ団体内で完全管理されるのは確実であり、チャンプのいない新日は潰れるのを待つだけの状態となる。
この最終決戦ではGWMからザ・サード、ザ・セカンド、ザ・ブラック、ミラクル1・2が、新日からはオカダ、棚橋、真壁、そしてタイガーが選抜された。（本来は5人目に内藤が選ばれていたがメキシコから帰国中連絡がつかず、ひとまずメンバー「X」として誤魔化している）
必殺技関連
必殺技（ひっさつわざ）
いわゆるフィニッシュホールド。大技を序盤から双方とも連発しては受けるか返すかの連続になることが多い21世紀のプロレス（ハイスパートレスリング）において、トップレスラーは相手に返されることが少ないオリジナルの必殺技を持つことが必須（来間ヒカリの見解による）。仮に技を破られても、再び新たなる必殺技を編み出せるのが、トップの証とも言える。
ナオトはタイガーとなってからはプロレスの基本的な技（バックドロップなど）でフィニッシュをきめることが多かったが、ミスタークエスチョン（の正体である男性）から「GWMのレスラーに勝ち続けるには、先代タイガーが使っていたウルトラタイガードロップのような強力な必殺技が必要不可欠である」と、ナオトにオリジナル必殺技を編み出すことをアドバイスした。
猛虎重爆（もうこじゅうばく）
ミスタークエスチョンのアドバイスを受けたナオトが後述する「炎の槍特訓」の際に出したサマーソルトジャンプ（木やリングのコーナーポストを使い相手の頭上を飛び越える）を基に発展させたオリジナル必殺技。マスコミ関係者から名前を尋ねられたタイガーマスクが一切技名を答えなかったため「名無しの必殺技」とも呼ばれていたが、36話にて高岡拳太郎が命名していたにもかかわらず、そのセンスが古かったため一切使われなかったことが判明した。
ナオトは頭よりカラダを動かして思考するタイプなので練習では納得のいく技を完成できなかったが、タイガー・ザ・ダーク戦で窮地に追い込まれた際サマーソルトから両ひざを相手に叩き込む技を（ダブルフライングニードロップ）とっさに繰り出して勝利。この「未完成版」を経て、イエローデビル（ビリー）戦でも同様の展開でWFニードロップを見舞い、そのままの態勢で首を掴み（ネックホールド）マットに倒れこみ、落下の衝撃を相手の胸板と頸にダブルで与える3つの技のコンボを出せたことで「完成版」に至った。
ビリーは「未完成版」を一度見ていたため、この技は見切ったと思っていたが、発展する技だとは見抜けず、まともに衝撃を喰らいついに敗北した。
その後も様々な試合で無敵のフィニッシュホールドとして使われたが、ウォーゲームにおいてダークとの再戦時、WFニードロップを見舞う際にダークにカウンター技を喰らい（途中ケビンのアシストを挟まれつつ）逆にダークネスドライバーを受け3カウントを取られる。これにより無敵技ではなくなり、タイガーは手痛い「初敗北」を喫することとなった。
タイガーファング
ナオトがタクマとの特訓の中で編み出した新必殺技で、相手の肩もしくは脳天にかかと落としを当てた直後にもう一方の足を蹴り上げて膝蹴りを顎に当てる技。3メンタッグマッチでの初披露時はミラクル2ことケビン・アンダーソンを病院送りにしたものの、その後のタッグマッチ戦でザ・サードに放った際は、間合いを詰められかかと落としの間合いを外されたため不発に終わった。
高岡拳太郎は「虎挟み」と名付けようとしたが、叔父のネーミングセンスは前時代的にすぎると判断した春奈が解説席のふくわらマスクに技名を伝えた際に名前を変更されてしまった。
サクリファイス
ザ・サードの必殺技。相手の両足を「4の字固め」にした状態で真上に持ち上げ、跳躍と同時に前進して相手の上半身を床に叩きつけた後、相手の両足を「4の字固め」の形に固定したまま前方に押し込む。ウォーゲームでこの必殺技を受けたダーク（タクマ）は、両足の骨を折るなどの重傷を負った。
クロスボウ
タクマがザ・サード（と虎の穴）へのリベンジのために開発・温存していた秘密兵器。斜め十字に組んだ両腕で相手の下顎をかち上げた直後、高速で腕を左右に振りぬくことによって脳に揺さぶりをかけつつ弾き飛ばす。未見であったことに加えてデビルトルネードを空振りした直後に繰り出され、ザ・サードはまともに食らって自陣コーナーにまで吹き飛ばされ、前後不覚の状態に陥った。ナオトはこの技からタイガーファングのヒントを得た。
裏技（うらわざ）
本作では「プロレスの反則技の中でも、あまりにフザけている（のでヒールレスラーですら使う気が引ける）攻め技」といった意味で用いられる。
劇中では一例として、ふくわらマスクがウォーゲーム中、タイガーが二人のタッグに攻められているのをアシストする目的で敵の虚を突き、いわゆる「カンチョー」を行ったことがある。相手は悶絶。これを取材観戦していた来間ヒカリは「天国でプロレスの神様が拍手喝采」と評した。
その他
平成の墨田川決戦（へいせいのすみだがわけっせん）
覆面ワールドトーナメントの開催初日は新日も両国アリーナでIWGPタッグチャンピオン戦を開催する日であったため、東京では二大団体が同時に大規模興行を打つ、いわゆる「興行戦争」状態が起こった。これを高岡拳太郎が現役時代の記憶から、「平成の墨田川決戦」と印象を述べた（「墨田川決戦」の詳細は「興行戦争」の項に記載があるので、そちらを参照）。
炎の槍特訓（ほのおのやりとっくん）
タイガー必殺技開発に協力するため棚橋・若松が行った「新日伝統の特訓」。「槍」とあるが実際には木の棒の先端にボロ布を巻き付けたもの。これに油を染み込ませたあとで着火して相手（この場合タイガー）を突く。
大火傷するかも知れない極限状況に身を置くことで、カラダを頭ではなく本能的に動かし、そこからインスピレーションを得ようという趣旨である。

## スタッフ
- 企画 - 松久智治、鷲尾天
- プロデューサー - 柳井寛史、ギャルマト・ボグダン
- 原作 - 梶原一騎、辻なおき
- シリーズ構成 - 千葉克彦
- 音楽 - 高梨康治（Team-MAX）、刃-yaiba-
- 製作担当 - 稲垣哲雄（第1 - 25話）、及川泰史
- 美術デザイン - 渡辺佳人
- 色彩設計 - 澤田豊二
- アクション作画監督、サブタイトル題字（第26話以降） - 羽山淳一
- キャラクターデザイン - 香川久
- シリーズディレクター - 小村敏明
- 撮影監督 - 五十嵐慎一
- 編集 - 吉田公紀
- 録音 - 立花康夫
- 録音助手 - 澤村裕樹
- 選曲 - 鈴木潤一朗
- 効果 - 鷲尾健太郎
- 制作協力 - 東映
- 制作 - テレビ朝日、東映アニメーション

## 主題歌
オープニングテーマ「行けタイガーマスク」
作詞 - 木谷梨男 / 作曲 - 菊池俊輔 / 編曲 - 湘南乃風、篤志 / 歌 - 湘南乃風
第1作目オープニング「行け!タイガーマスク」のカバー（本作のタイトルには「!」が入っていない）。
イントロで使われた有名なセリフは、『W』オープニングでも1番の後の間奏に柴田秀勝のナレーションでボイスオーバーされる。第1作目の第1話ではミスターXはまだ未登場で柴田は収録には不在だったため、本作で初めて柴田によるナレーションが実現した。。
劇中でもタイガーマスク（ナオト）の入場曲として、本曲のオフボーカルバージョンが使用される（湘南乃風ver.とは違う編曲のもの）。
本楽曲のフルバージョンでのリリースはされていない（「龍虎宴」〈初回A版〉でも柴田のナレーションのないTV放送版サイズしか収録されていない）。
エンディングテーマ「KING OF THE WILD」
作詞・作曲・編曲・歌 - 湘南乃風
挿入歌「みなし児のバラード」
作詞 - 木谷梨男 / 作曲・編曲 - 菊池俊輔
第1作目エンディングのオフボーカルバージョン。「直人とナオト」（第7話）で、伊達直人の回想シーンで使用。

## 各話リスト
| 話数   | サブタイトル             | 脚本           | （絵コンテ） 演出                        | 作画監督                            | 総作画監督 | 美術                         | 放送日         |
| ------ | ------------------------ | -------------- | ---------------------------------------- | ----------------------------------- | ---------- | ---------------------------- | -------------- |
| 第1話  | 二頭の虎                 | 千葉克彦       | 小村敏明                                 | 浅沼昭弘                            | 香川久     | 中林由貴 木賊美香            | 2016年 10月2日 |
| 第2話  | 虎とライオン             | 千葉克彦       | 角銅博之                                 | 小泉昇                              | 香川久     | 中林由貴 木賊美香            | 10月9日        |
| 第3話  | 虎の遺産                 | 千葉克彦       | 芝田浩樹                                 | 大西陽一                            | 香川久     | 中林由貴                     | 10月16日       |
| 第4話  | 赤き死の仮面             | 米村正二       | 鎌谷悠                                   | 渡邊巧大                            | 香川久     | 杦浦正一郎 斉藤信二 中林由貴 | 10月23日       |
| 第5話  | ふくわらマスクの謎       | あみやまさはる | （角銅博之） 後藤康徳                    | なまためやすひろ                    | 香川久     | 西山正矩 木賊美香            | 10月30日       |
| 第6話  | アイドル×ヒール          | 浦沢義雄       | 勝間田具治                               | 井上栄作                            | 香川久     | 中林由貴                     | 11月6日        |
| 第7話  | 直人とナオト             | あみやまさはる | 角銅博之                                 | 太田晃博                            | 香川久     | 杦浦正一郎 斉藤信二 木賊美香 | 11月13日       |
| 第8話  | 牙剥く虎の穴             | 千葉克彦       | 芝田浩樹                                 | 阿部弘樹                            | 井上栄作   | 西山正矩 中林由貴            | 11月27日       |
| 第9話  | 波乱の開幕戦             | 千葉克彦       | 地岡公俊                                 | 小泉昇                              | -          | 木賊美香                     | 12月4日        |
| 第10話 | 謎のミスター？           | 玉井★豪        | 園田誠                                   | 浅沼昭弘                            | -          | 中林由貴                     | 12月11日       |
| 第11話 | 虎の必殺技               | 米村正二       | 角銅博之                                 | 大西陽一                            | -          | 杦浦正一郎 斉藤信二          | 12月18日       |
| 第12話 | タイガー×タイガー        | 千葉克彦       | （西田正義） 後藤康徳                    | 中野彰子                            | 香川久     | 西山正矩 中林由貴            | 12月25日       |
| 第13話 | 虚構の勝利               | あみやまさはる | 鎌谷悠                                   | ノエル・アンニョンヌエボ 大西亮     | 香川久     | 中林由貴                     | 2017年 1月8日  |
| 第14話 | クロスロード             | 千葉克彦       | （角銅博之） 山口暁生                    | なまためやすひろ                    | -          | 杦浦正一郎 斉藤信二 木賊美香 | 1月15日        |
| 第15話 | 激闘！ビッグフット戦！   | 米村正二       | 芝田浩樹                                 | 井上栄作                            | -          | 西山正矩 中林由貴            | 1月22日        |
| 第16話 | 優秀なプロモーター       | 浦沢義雄       | （地岡公俊） 後藤康徳                    | 阿部弘樹                            | -          | 木賊美香                     | 1月29日        |
| 第17話 | 甘ったれんじゃねぇ！     | 玉井★豪        | 角銅博之                                 | 太田晃博                            | -          | 杦浦正一郎 斉藤信二 中林由貴 | 2月5日         |
| 第18話 | 誕生！スプリングタイガー | あみやまさはる | （西田正義） 広嶋秀樹                    | 香川久、小林一三 斎藤和也、羽山淳一 | -          | 木賊美香                     | 2月12日        |
| 第19話 | 地獄からの脱出           | 千葉克彦       | 園田誠                                   | 浅沼昭弘                            | -          | 西山正矩                     | 2月19日        |
| 第20話 | 地獄の門番               | 千葉克彦       | 角銅博之                                 | 小泉昇                              | -          | 杦浦正一郎 斉藤信二          | 2月26日        |
| 第21話 | 再会！                   | 米村正二       | （西田正義） 境宗久                      | なまためやすひろ                    | -          | 中林由貴                     | 3月5日         |
| 第22話 | ふくわらマスクの野望！   | 玉井★豪        | （角銅博之） 後藤康徳                    | 小林一三 羽山淳一                   | 香川久     | 西山正矩 木賊美香            | 3月12日        |
| 第23話 | ウォーゲーム開幕！       | あみやまさはる | 芝田浩樹                                 | 井上栄作                            | -          | 杦浦正一郎 斉藤信二 中林由貴 | 3月19日        |
| 第24話 | 再びの猛虎激突！         | 米村正二       | 鎌谷悠                                   | 渡邊巧大、こかいゆうじ 羽山淳一     | -          | 木賊美香                     | 3月26日        |
| 第25話 | 虎の正体                 | 千葉克彦       | 角銅博之                                 | 太田晃博                            | -          | 西山正矩 中林由貴            | 4月2日         |
| 第26話 | 謎のミラクル1（ワン）    | 千葉克彦       | （西田正義） 広嶋秀樹                    | 浅沼昭弘                            | -          | 杦浦正一郎 斉藤信二 木賊美香 | 4月9日         |
| 第27話 | 死闘！キングタイガー戦   | 米村正二       | 畑野森生                                 | 大西陽一 香川久                     | -          | 中林由貴                     | 4月16日        |
| 第28話 | 黄色い悪魔               | 千葉克彦       | （柳沢テツヤ、地岡公俊） 中野武蔵        | なまためやすひろ                    | -          | 西山正矩 木賊美香            | 4月23日        |
| 第29話 | 孤独の虎                 | あみやまさはる | （スタジオモリコーネ） （園田誠） 園田誠 | 井上栄作 島崎望                     | -          | 杦浦正一郎 斉藤信二 中林由貴 | 4月30日        |
| 第30話 | 虎の制裁！               | 玉井★豪        | 角銅博之                                 | 小泉昇                              | -          | 木賊美香                     | 5月7日         |
| 第31話 | 対決！嵐柔剣流           | 米村正二       | （西田正義） 芝田浩樹                    | こかいゆうじ                        | -          | 杦浦正一郎 斉藤信二          | 5月14日        |
| 第32話 | ランバージャック         | 千葉克彦       | （柳沢テツヤ、鎌谷悠） 鎌谷悠            | 大西亮 香川久                       | -          | 西山正矩 中林由貴            | 5月21日        |
| 第33話 | 過去からの刺客           | 米村正二       | 角銅博之                                 | 太田晃博                            | -          | 木賊美香                     | 5月28日        |
| 第34話 | 大混戦                   | 千葉克彦       | 芝田浩樹                                 | 浅沼昭弘                            | -          | 西山正矩 中林由貴            | 6月4日         |
| 第35話 | 炸裂！虎の牙！           | 玉井★豪        | （地岡公俊） 園田誠                      | 大西陽一 島崎望                     | -          | 杦浦正一郎 斉藤信二 木賊美香 | 6月11日        |
| 第36話 | 四頭（しとう）の虎       | 千葉克彦       | 角銅博之                                 | 井上栄作                            | -          | 中林由貴                     | 6月18日        |
| 第37話 | さらば虎よ               | 千葉克彦       | 小村敏明                                 | 香川久、羽山淳一 横田守             | -          | 西山正矩 木賊美香            | 6月25日        |
| 第38話 | 仮面タイガースプリンガー | 千葉克彦       | （渡邊巧大） 鎌谷悠                      | 渡邊巧大                            | 香川久     | 杦浦正一郎 斉藤信二 中林由貴 | 7月2日         |

## 放送局
| 放送期間                                                                                 | 放送時間                                                                                       | 放送局           | 対象地域       | 備考                                                                |
| ---------------------------------------------------------------------------------------- | ---------------------------------------------------------------------------------------------- | ---------------- | -------------- | ------------------------------------------------------------------- |
| 2016年10月2日 - 12月25日 2017年1月8日 - 7月2日                                           | 日曜 2:45 - 3:15（土曜深夜） 日曜 2:30 - 3:00（土曜深夜）                                      | テレビ朝日       | 関東広域圏     | 制作局 / プロレスアワー 第1部                                       |
| 2016年10月3日 - 2017年4月3日 2017年4月9日 - 7月2日                                       | 月曜 1:10 - 1:40（日曜深夜） 日曜 2:30 - 3:00（土曜深夜）                                      | 福島放送         | 福島県         |                                                                     |
| 2016年10月7日 - 2017年7月7日                                                             | 木曜 2:50 - 3:20（金曜深夜）                                                                   | 広島ホームテレビ | 広島県         |                                                                     |
| 2016年10月9日 - 12月25日 2017年1月8日 - 7月9日                                           | 日曜 2:15 - 2:45（土曜深夜） 日曜 2:30 - 3:00（土曜深夜）                                      | 山口朝日放送     | 山口県         |                                                                     |
|                                                                                          | 日曜 2:20 - 2:50（土曜深夜） 日曜 2:30 - 3:00（土曜深夜）                                      | 東日本放送       | 宮城県         |                                                                     |
|                                                                                          | 日曜 2:45 - 3:15（土曜深夜） 日曜 3:00 - 3:30（土曜深夜）                                      | 大分朝日放送     | 大分県         |                                                                     |
| 2016年10月9日 - 12月25日 2017年1月8日 - 7月9日                                           | 日曜 6:30 - 7:00 日曜 3:18 - 3:48（土曜深夜）                                                  | メ〜テレ         | 中京広域圏     |                                                                     |
| 2016年10月10日 - 2017年7月17日                                                           | 月曜 1:28 - 1:58（日曜深夜）                                                                   | 静岡朝日テレビ   | 静岡県         |                                                                     |
|                                                                                          | 月曜 1:28 - 1:58（日曜深夜）                                                                   | 瀬戸内海放送     | 香川県・岡山県 | 第2日曜の翌日未明は1:45 - 2:15                                      |
|                                                                                          | 月曜 1:40 - 2:10（日曜深夜）                                                                   | 秋田朝日放送     | 秋田県         |                                                                     |
|                                                                                          |                                                                                                | 長野朝日放送     | 長野県         |                                                                     |
|                                                                                          | 月曜 1:53 - 2:23（日曜深夜）                                                                   | 山形テレビ       | 山形県         |                                                                     |
|                                                                                          | 月曜 2:05 - 2:35（日曜深夜）                                                                   | 愛媛朝日テレビ   | 愛媛県         |                                                                     |
| 2016年10月10日 - 2017年3月27日 2017年4月3日 - 2017年4月17日 2017年5月1日 - 2017年10月9日 | 月曜 1:58 - 2:28（日曜深夜） 月曜 2:28 - 2:58（日曜深夜） 月曜 2:50 - 3:20（日曜深夜）         | 朝日放送         | 近畿広域圏     | マッスルサンデー 第1部 / 18話まで マッスルサンデー 第2部 / 19話以降 |
| 2016年10月13日 - 7月20日                                                                 | 木曜 2:45 - 3:15（水曜深夜）                                                                   | 熊本朝日放送     | 熊本県         |                                                                     |
| 2016年10月14日 - 2017年7月14日                                                           | 金曜 2:25 - 2:55（木曜深夜）                                                                   | 新潟テレビ21     | 新潟県         |                                                                     |
| 2016年10月16日 - 12月25日 2017年1月8日 - 8月13日                                         | 日曜 2:45 - 3:15（土曜深夜） 日曜 3:00 - 3:30（土曜深夜）                                      | 岩手朝日テレビ   | 岩手県         |                                                                     |
| 2016年10月16日 - 12月25日 2017年1月8日 - 7月30日                                         |                                                                                                | 鹿児島放送       | 鹿児島県       |                                                                     |
| 2016年10月16日 - 12月25日 2017年1月8日 - 7月16日                                         | 日曜 4:17 - 4:47（土曜深夜） 日曜 4:20 - 4:50（土曜深夜）                                      | 九州朝日放送     | 福岡県         |                                                                     |
| 2016年10月17日 - 8月28日                                                                 | 月曜 3:05 - 3:35（日曜深夜）                                                                   | 長崎文化放送     | 長崎県         |                                                                     |
| 2016年10月19日 - 7月19日                                                                 | 水曜 1:20 - 1:50（火曜深夜）                                                                   | 琉球朝日放送     | 沖縄県         |                                                                     |
| 2016年10月23日 - 8月20日                                                                 | 日曜 2:15 - 2:45（土曜深夜）                                                                   | 北陸朝日放送     | 石川県         |                                                                     |
| 2016年10月27日 - 7月20日                                                                 | 木曜 2:15 - 2:45（水曜深夜）                                                                   | 青森朝日放送     | 青森県         |                                                                     |
| 2016年10月30日 - 2017年4月16日 2017年4月23日 - 2017年10月15日                            | 日曜 2:45 - 3:15（土曜深夜） 日曜 2:30 - 3:00（土曜深夜）                                      | 北海道テレビ     | 北海道         |                                                                     |
| 2017年2月4日 - 5月27日 2017年6月3日 - 8月5日 2017年8月12日 - 8月19日                     | 土曜 23:00 - 翌0:00（#1 - 26） 土曜 23:30 - 翌0:00（#27 - 34） 土曜 23:00 - 翌0:00（#35 - 38） | テレ朝チャンネル | 日本全域       | CS放送 / 1 - 26話までは2話連続放送                                  |

| 配信期間                       | 配信時間           | 配信サイト             | 備考                                     |
| ------------------------------ | ------------------ | ---------------------- | ---------------------------------------- |
| 2016年10月6日 -                | 木曜 0:00 更新     | ニコニコチャンネル     |                                          |
|                                |                    | 東映アニメオンデマンド |                                          |
|                                |                    | テレ朝動画             |                                          |
|                                |                    | U-NEXT                 |                                          |
|                                |                    | 楽天ショウタイム       |                                          |
|                                |                    | ひかりTV               |                                          |
|                                |                    | バンダイチャンネル     |                                          |
|                                |                    | GYAO!ストア            |                                          |
|                                |                    | DMM動画                |                                          |
|                                |                    | VIDEX                  |                                          |
|                                |                    | ビデオパス             |                                          |
|                                |                    | J:COMオンデマンド      |                                          |
|                                |                    | TSUTAYA TV             |                                          |
|                                |                    | ビデオマーケット       |                                          |
|                                |                    | dアニメストア          |                                          |
|                                |                    | dTV                    |                                          |
|                                |                    | Amazonビデオ           |                                          |
| 2016年10月6日 - 2017年3月31日  |                    | UULA                   | 配信サイト閉鎖の為                       |
| 2016年10月17日 - 2017年7月24日 | 月曜 21:30 - 21:55 | AbemaTV新作アニメch    | ライブ配信、第12話まではリピート配信あり |

## 関連CD
- 龍虎宴（トイズファクトリー）
  - 2017年1月18日発売。通常盤、初回生産限定盤【虎】、初回生産限定盤【龍】、宴ツアー会場限定盤【宴】の4種類同時発売。それぞれにエンディングテーマ「KING OF THE WILD」が収録されている他、初回生産限定盤【虎】にはオープニングテーマ「行け!タイガーマスク」および、本作のキャスト陣に加え湘南乃風メンバーが声優として参加したオリジナルシナリオドラマ（タイトルは「夢のカード」）を収録したCDが付属している。
- 「タイガーマスクW」オリジナルサウンドトラック（キングレコード）
  - 2017年4月26日発売。劇中のBGMを37曲収録。湘南乃風によるオープニング曲、エンディング曲は収録されていない。